# Kościół św. Józefa w Katowicach
Kościół św. Józefa w Katowicach – kościół parafialny rzymskokatolickiej parafii św. Józefa w Katowicach, znajdujący się przy ulicy Gliwickiej, we wschodniej części dzielnicy Załęże. 
Powstał w latach 1898–1900 jako kościół wotywny po katastrofie górniczej w kopalni „Kleofas” z 3 na 4 marca 1896 roku (ówcześnie „Cleophas”). Został poświęcony 8 listopada 1900 roku, a konsekrowany 29 kwietnia 1902 roku przez ks. kard. Georga von Koppa. Autorem projektu powstałego w stylu neogotyckim kościoła był Ludwig Schneider. Wpisany jest do rejestru zabytków nieruchomych.

## Historia

### Początki i budowa świątyni

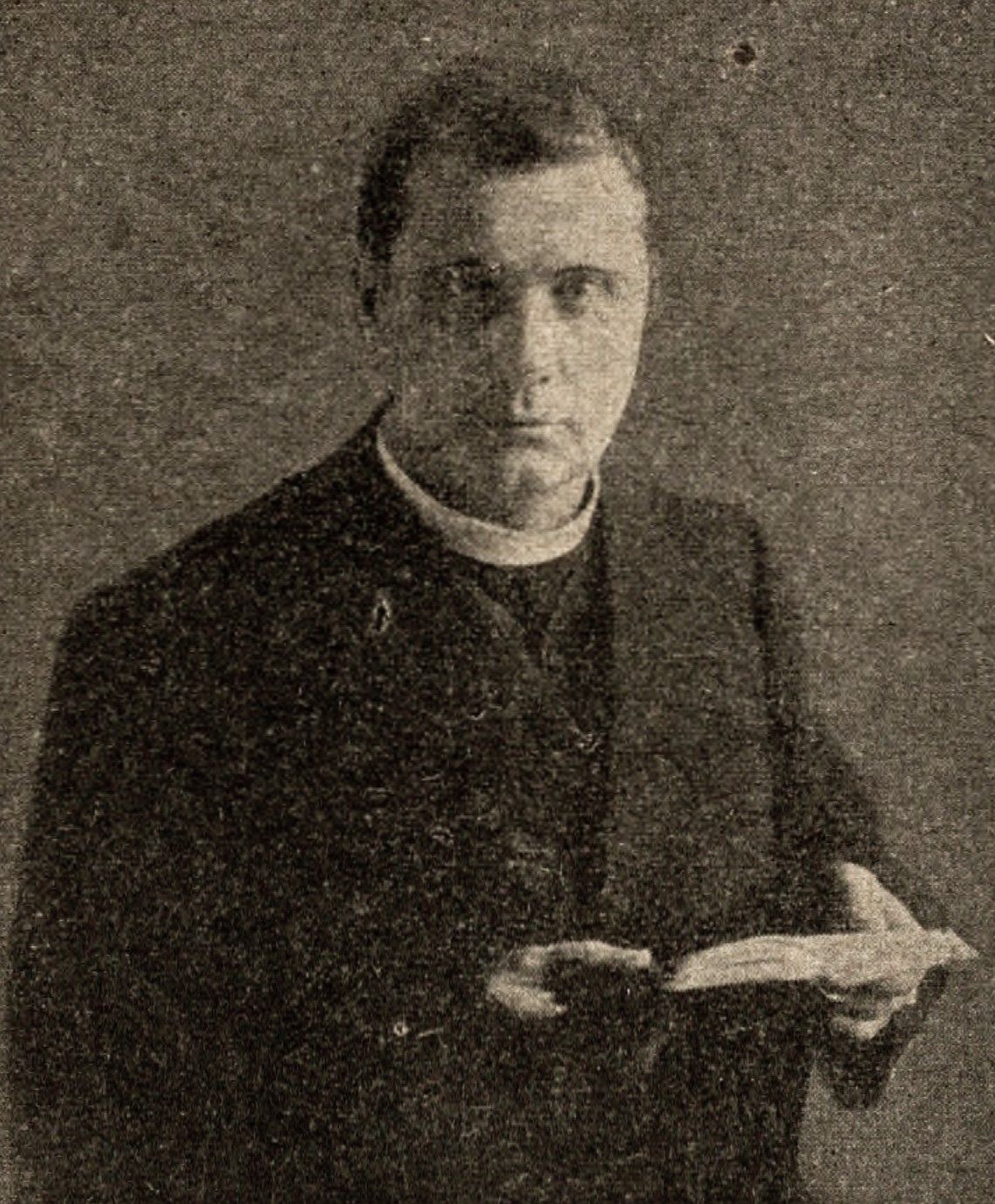
Ks. Ludwik Skowronek – proboszcz bogucickiej parafii i budowniczy załęskiego kościoła pw. św. Józefa

Zanim w Załężu została powołana parafia św. Józefa, wierni przynależeli do parafii św. Szczepana w Bogucicach. Pierwsze propozycje powstania kościoła na terenie Załęża, na górce w Załęskiej Hałdzie, pochodzą z połowy XIX wieku od ówczesnego właściciela Załęża, ewangelika Ernesta Georgesa de la Tour, lecz z uwagi na brak poparcia finansowego wśród innych potentatów przemysłowych z terenu planowanej wówczas parafii pomysłu nie zrealizowano. Następny właściciel Załęża, Magnus von Moltke, okazywał zainteresowanie budową kościoła, lecz już nie powstaniem parafii.
W związku z rozwojem przemysłu, a wraz z tym znacznym wzrostem liczby mieszkańców Załęża, budowa kościoła stała się sprawą pilną, gdyż coraz więcej wiernych zamiast do kościoła w Bogucicach oddalonego od Załęża o około 4 km uczęszczała do nowo wybudowanych, bliższych świątyń w Dębie, Hajdukach Wielkich czy Katowicach, gdzie od połowy XIX wieku wierni z Załęża zaczęli uczęszczać do tymczasowego kościoła w rejonie późniejszego placu Wolności, który został poświęcony w 1860 roku. 
Załęski kościół został ostatecznie zrealizowany z inicjatywy duchowieństwa. Proboszcz bogucickiej parafii ks. Ludwik Skowronek w 1894 roku wykupił 3,34 ha gruntów pod budowę kościoła, plebanii i cmentarza. Była to jedyna dostępna wówczas działka z frontem do głównej drogi Załęża – późniejszej ulicy Gliwickiej. Zarząd kościelny parafii bogucickiej obradując 1 grudnia 1895 roku podjął uchwałę, wskazując m.in., iż „w obecnej chwili jednak budowa kościoła w Załężu stała się nieodzowną koniecznością”. Następnie ks. Ludwik Skowronek zwrócił się ze sprawą budowy kościoła do kurii wrocławskiej, po czym 27 grudnia 1895 roku biskup wrocławski kard. Georg von Kopp zatwierdził jego plany.

Temat wzniesienia świątyni przyspieszyła katastrofa górnicza w kopalni „Cleophas” (późniejszy „Kleofas”) z 3 na 4 marca 1896 roku, w której to w pożarze zginęło ponad stu górników, głównie z Bogucic, Dębu i Załęża. Podczas pogrzebu 7 marca 1896 roku proboszcz ks. Ludwik Skowronek wygłosił ślubowanie wybudowania kościoła, które brzmiało następująco:

Dla uczczenia drogiej pamięci naszych ukochanych współbraci śp., co poginęli dnia 3 marca na kopalni Kleofas – więcej jeszcze dla przebłagania gniewu boskiego – obiecujemy Panu Bogu najwyższemu stawić kościół w Załężu i na ten cel ofiary według naszej możności przynosić, aby ów kościół służył Panu Bogu na chwałę, nam i drogim zmarłym na korzyść zbawienną. Amen.

Na wezwanie planowanego wówczas załęskiego kościoła wybrano św. Józefa – patrona dobrej śmierci, a sama świątynia została kościołem wotywnym.
20 kwietnia 1896 roku erygowano załęską parafię św. Józefa, a 15 listopada tego samego roku wraz z powołaniem Zarządu Kościelnego powołano Komitet Budowy Kościoła. Budowę świątyni rozpoczęto, z dwuletnim opóźnieniem spowodowanym prawdopodobnie brakiem funduszy, 15 maja 1898 roku. W tym dniu w założonych już fundamentach proboszcz bogucickiej parafii ks. Ludwik Skowronek poświęcił kamień węgielny przy udziale m.in. członków gminy parafialnej i parafian sąsiednich gmin.
Zaprojektowanie kościoła, plebanii i klasztoru Komitet Budowy Kościoła powierzył architektowi Ludwigowi Schneiderowi, który wykonał plany budowy i prowadził nadzór. Oryginalny projekt nie zachował się, ale został przez niego opublikowany w książce wydanej w 1903 roku w Opolu. Kierownikiem budowy został Richard Braschke, a mistrzem murarskim Anton Kubitzek. W budowie uczestniczyło prócz kwalifikowanych pracowników także kilkadziesiąt murarzy, cieśli i robotników niekwalifikowanych. Także parafianie pomagali w pracach pomocniczych czy przy dowozie materiałów budowlanych. Patronat nad nowo powstałą parafią i budowanym wówczas kościołem objął biskup wrocławski jako ordynariusz, jednak największy trud budowy spoczywał na administratorze oraz wiernych.
Kościół budowano z dużym zaangażowaniem ks. Ludwika Skowronka oraz wiernych z Bogucic i Załęża. Comiesięcznie od 1898 roku do 16 grudnia 1900 roku zbierano kolektę na budowę świątyni, a przed poświęceniem budynku 28 października 1900 roku otworzono kościół dla zwiedzających. Darowizny na rzecz budowy kościoła przekazały również m.in.: huta „Baildon”, spółka Georg von Giesches Erben, Katowicka Spółka Akcyjna dla Górnictwa i Hutnictwa (niem. Kattowitzer AG für Bergbau und Eisenhüttenbetrieb) oraz Śląski Fundusz Wolnych Kuksów (niem. Verwaltung des Schlesischen Freikuxgelderfonds). Koszt budowy świątyni wyniósł łącznie 250 tys. marek. 

### Poświęcenie kościoła i dalsze dzieje

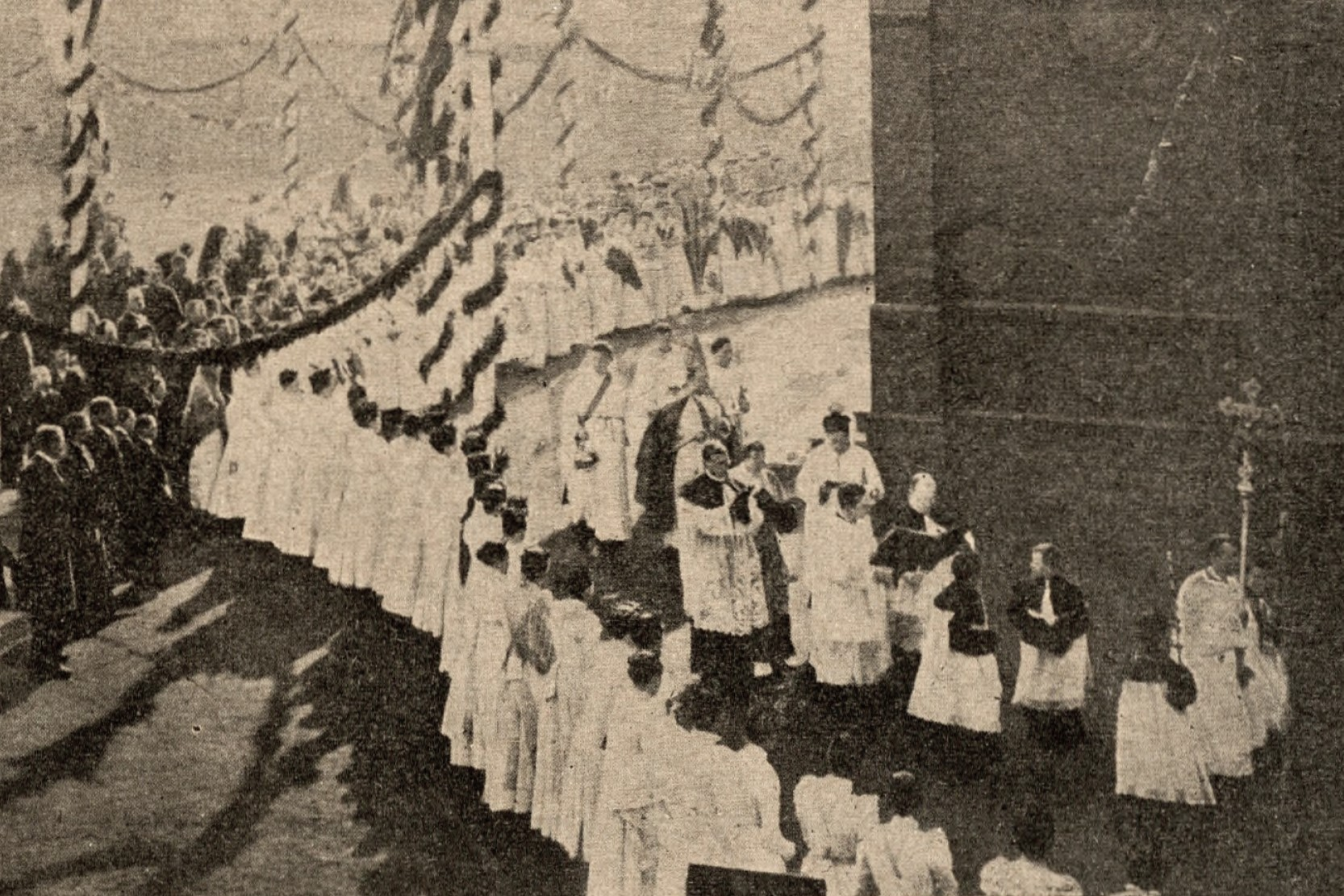
Uroczystość konsekracji kościoła pw. św. Józefa 29 kwietnia 1902 roku

Poświęcenia załęskiego kościoła pw. św. Józefa dokonał 8 listopada 1900 roku proboszcz parafii Mariackiej ks. dziekan Wiktor Schmidt, a w uroczystości wzięli udział m.in.: generalny dyrektor spółki Georg von Giesches Erben i radca górniczy Friedrich Bernhardi oraz landrat katowicki Ernst Eugen Gerlach. Konsekracji świątyni dokonał 29 kwietnia 1902 ks. kard. Georg von Kopp, a dzień później udzielił pierwszego sakramentu bierzmowania w kościele – przystąpiło do niego 1 749 osób.

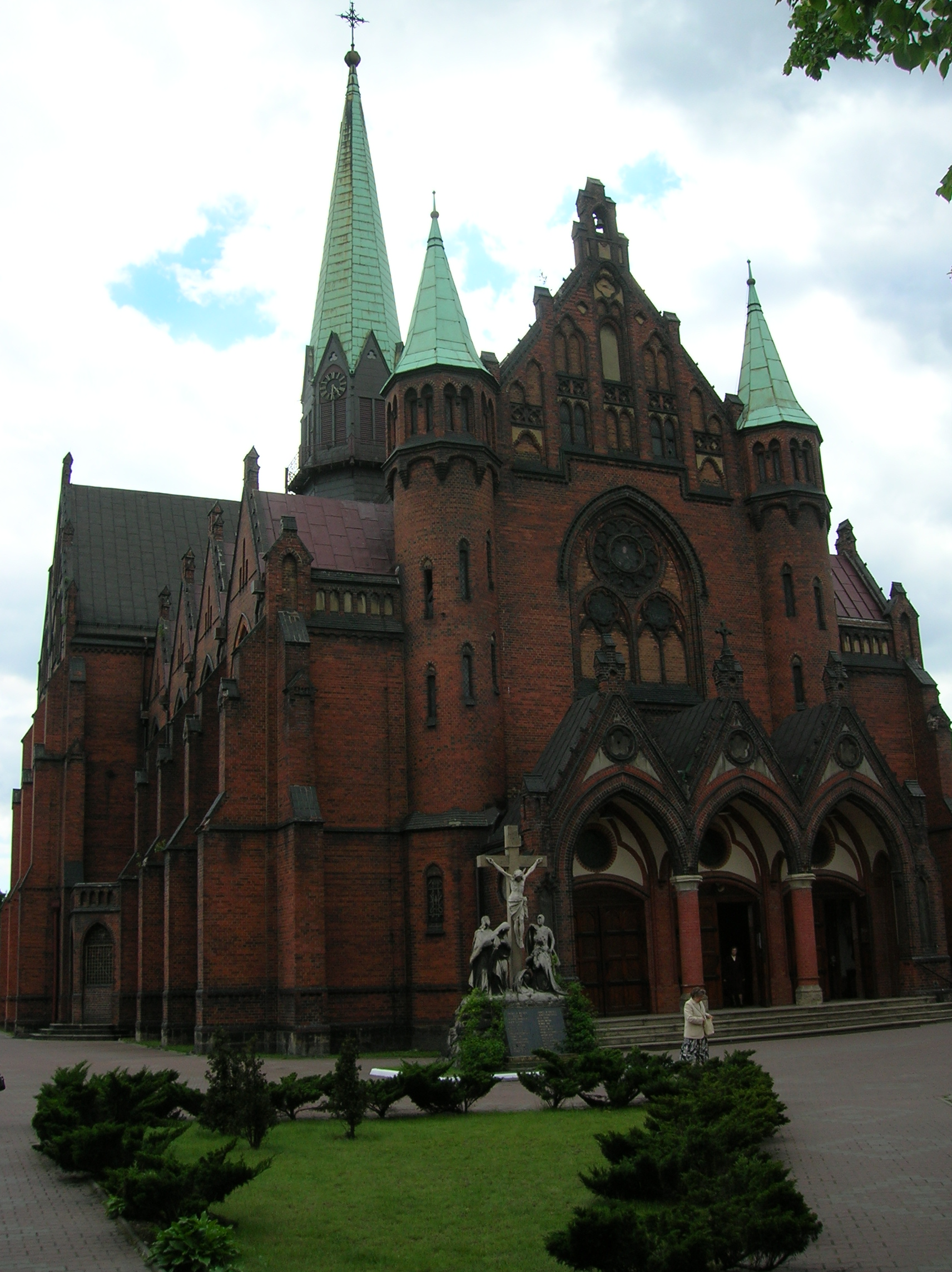
Załęski kościół w 2006 roku (widok od strony północno-wschodniej)

W 1917 roku zostały zarekwirowane na cele wojenne kościelne dzwony, które zostały odlane w Apoldzie w 1900 roku. Z okazji obchodów 25-lecia istnienia załęskiego kościoła w 1925 roku założono nowe dzwony, które pochodziły z odlewni Karol Schwabe z Białej. W 1929 roku przeprowadzono pierwsze po wybudowaniu świątyni zdobienie wnętrz malowidłami, które wykonała katowicka firma Kowalewski według projektu katowickiego malarza Ottona Kowalewskiego. Pierwszy większy remont kościoła, zarówno wewnątrz jak i na zewnątrz, zrealizowano w latach 1936–1937. W ramach tych prac m.in. naprawiono dach i wieżę kościoła, na której wystąpiła potrzeba wymiany wieńczącej ją gałki z blachy ocynkowanej. Nową kulę, w której umieszczono kapsułę czasu, zamontowano 18 października 1937 roku.  
W okresie niemieckiej okupacji Polski, w 1943 roku trzy największe dzwony kościelne zostały zabrane na cele wojenne decyzją władz III Rzeszy. W 1959 roku powieszono trzy nowe dzwony, które poświęcono w Niedzielę Palmową. W latach 50. XX wieku zaaranżowano kaplicę Matki Bożej Częstochowskiej, a w 1960 roku w kościele został zamontowany system ogrzewania.
W 1977 roku rozpoczęto prace nad modyfikacją wystroju załęskiego kościoła. Pojawił się spór o wygląd, w którym część parafian była zwolennikiem zmian posoborowych, a część chciała ocalić oryginalną aranżację. Efektem tego był wpis kościoła do rejestru zabytków nieruchomych, co nastąpiło 8 września 1978 roku.
W 2009 roku w ramach Lokalnego Programu Rewitalizacji Miasta Katowice na lata 2007–2013 rozpoczęto konserwację elewacji zewnętrznej kościoła, którą ukończono w 2012 roku przy współudziale Biura Konserwatora Zabytków w Katowicach, Śląskiego Wojewódzkiego Konserwatora Zabytków i parafii. W ramach prac wyremontowano dach i wymieniono spoiny, zrekonstruowano mury, attyki i przypory, a także oczyszczono i wzmocniono elewacje zewnętrzne. Wcześniej wykonano też remont wewnątrz, a także konserwację ołtarzy i zakup nowych ławek. W tym czasie ze względu na niezgodność z historycznym wystrojem świątyni w 2003 roku zostały usunięte mozaiki autorstwa Józefa Kołodziejczyka, które zostały wykonane w 1967 roku. W 2019 roku rozpoczęto konserwację zabytkowych organów, prace te trwały do 2021 roku. 

## Architektura

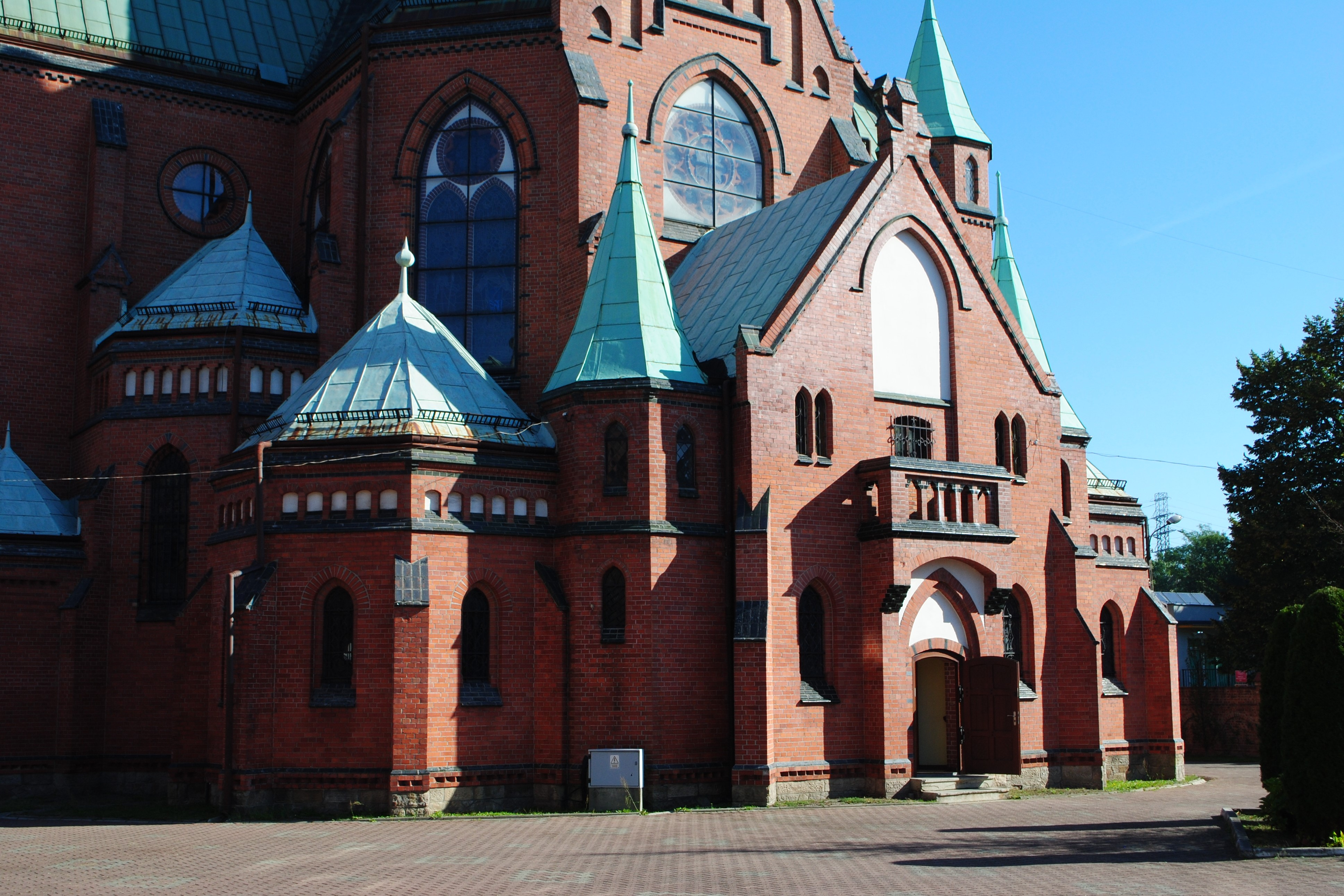
Fragment kościoła od strony południowej (wejście do zakrystii)

Kościół pw. św. Józefa w Katowicach to obiekt murowany z cegły, pokryty cegłą licówką. Nieorientowany, z prezbiterium zwróconym w kierunku południowym. Wzniesiony jest na planie krzyża łacińskiego, posiada pseudobazylikowy korpus i zwieńczony jest dachem dwuspadowym o konstrukcji drewnianej, kryty blachą ocynkowaną (pierwotnie łupkiem, a potem eternitem), natomiast na wieżyczkach blachą miedzianą. Wymiary zewnętrzne kościoła wynoszą: długość 53 m, szerokość 30,5 m, wysokość 64 m.
Kościół został zaprojektowany przez architekta Ludwiga Schneidera w stylu neogotyckim. Elewacje świątyni ozdobiono ornamentami z cegły profilowanej i glazurowanej, tynkowanymi blendami, przyporami, pinaklami, arkadowymi fryzami, a także daszkami, które akcentują jej bryłę. Fasadę ujęto w dwie wieżyczki z klatkami schodowymi prowadzącymi na chór. Fasadę poprzedza trójdzielna kruchta z portykiem kolumnowym, w której znajduje się główne wejście do świątyni. Nad nim znajduje się rozeta, a szczyt fasady zdobią ostrołukowe blendy. 
Okna kościoła są ostrołukowe z maswerkami. W prezbiterium oraz nad wejściem umieszczone są rozety.
Na skrzyżowaniu naw znajduje się wieża – pełni funkcję wieży zegarowej, a także dzwonnicy. Wysoka jest na 35 m ponad poziom dachu, jest smukła, ośmioboczna z ostrosłupowym dachem wieżowym, oraz posiada dzwon-sygnaturkę oraz zegar wyprodukowany w głogowskiej firmy Carla Weissa. Urządzenie to ufundował w 1900 roku ks. Ludwik Skowronek, o czym informuje pamiątkowa tabliczka na obudowie mechanizmu o treści: „Gestiften vom Pfarrer Ludwig Skowronek im Boguschütz A.D. 1900”. Podobne rozwiązanie architektoniczne dotyczące wieży posiadają kościoły Najświętszego Serca Pana Jezusa w Rogowie i pw. św. Antoniego we Wrocławiu-Karłowicach.

Zewnętrzne detale załęskiego kościoła pw. św. Józefa
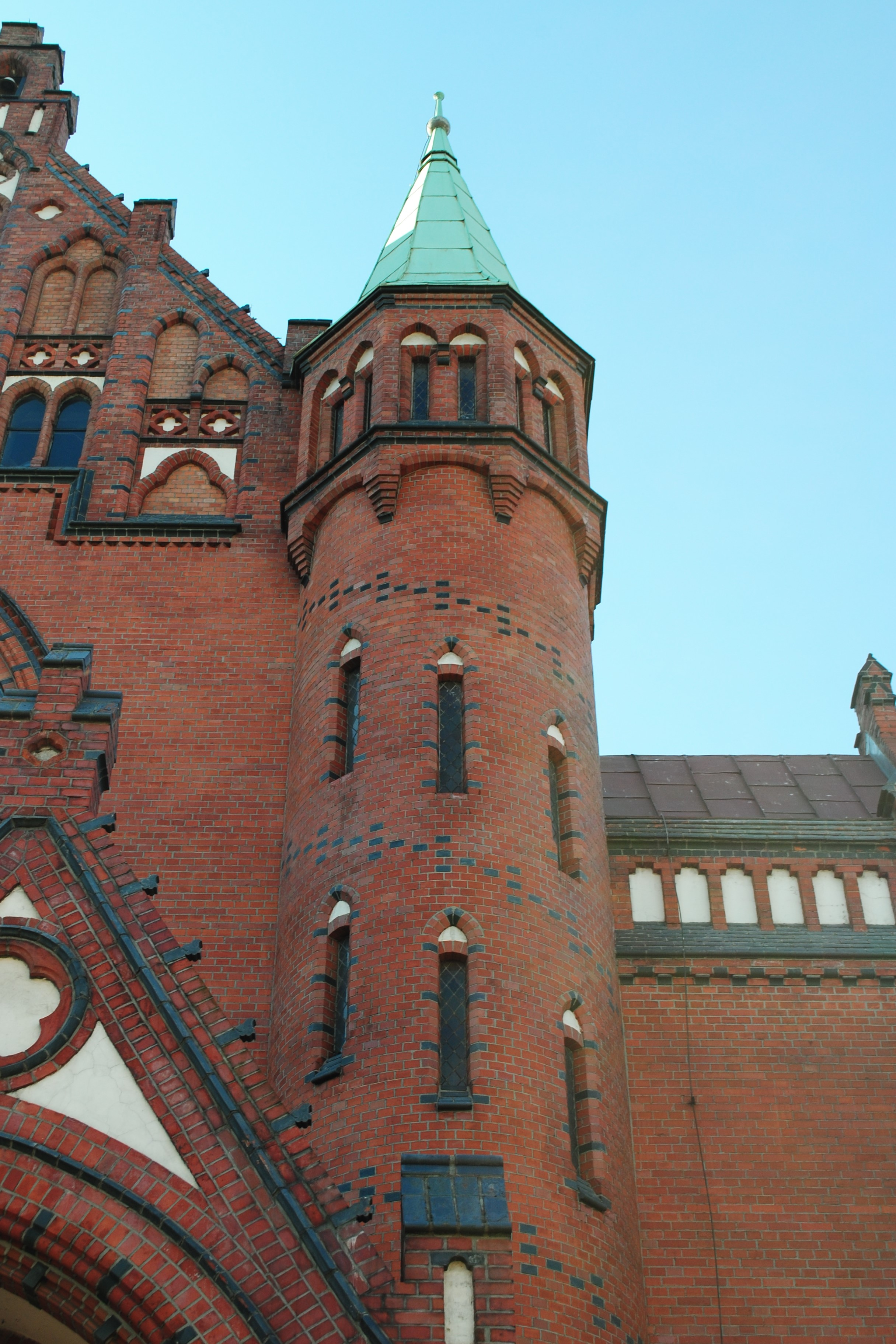
Jedna z dwóch wieżyczek na fasadzie kościoła (2024)
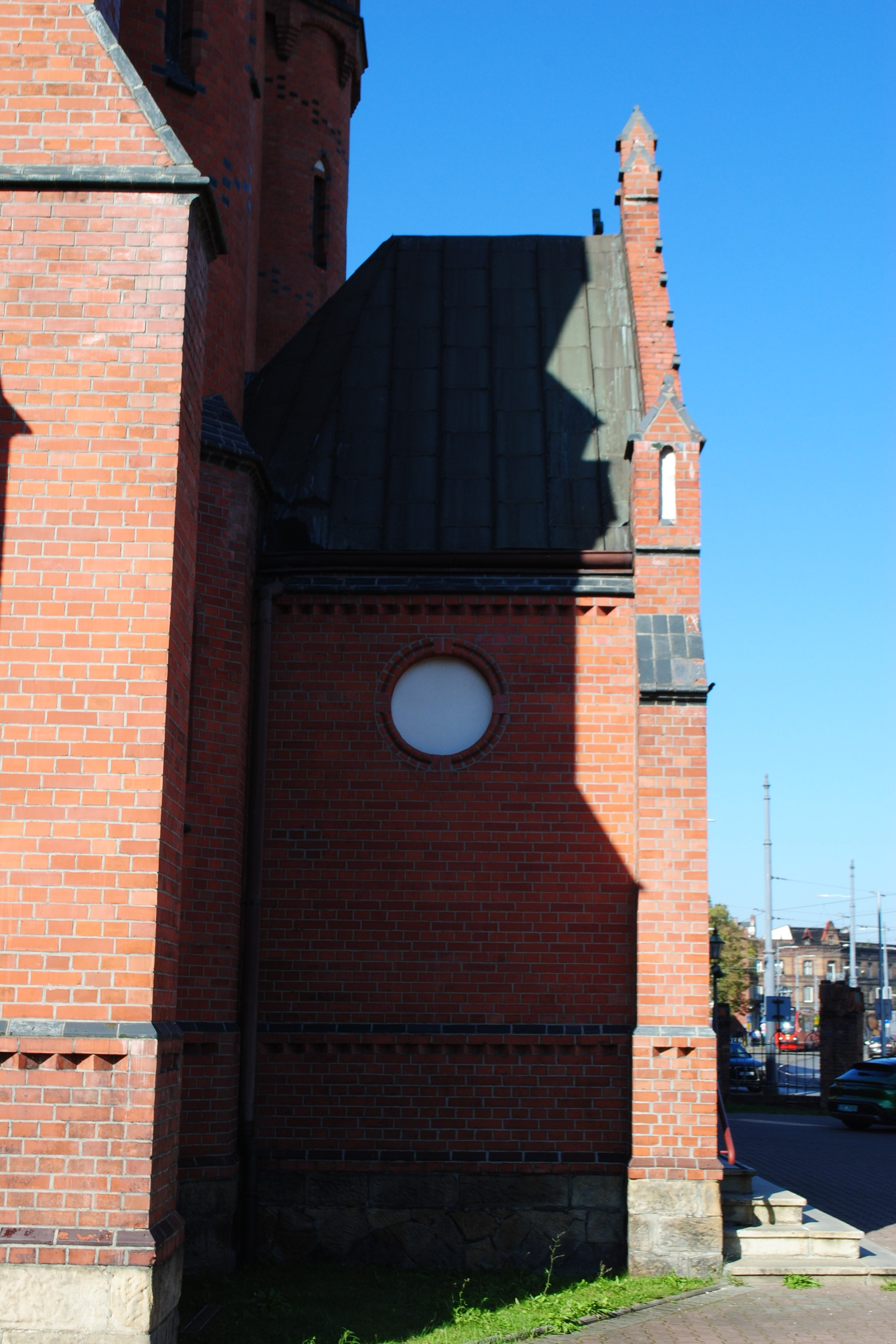
Kruchta od strony wschodniej (2024)
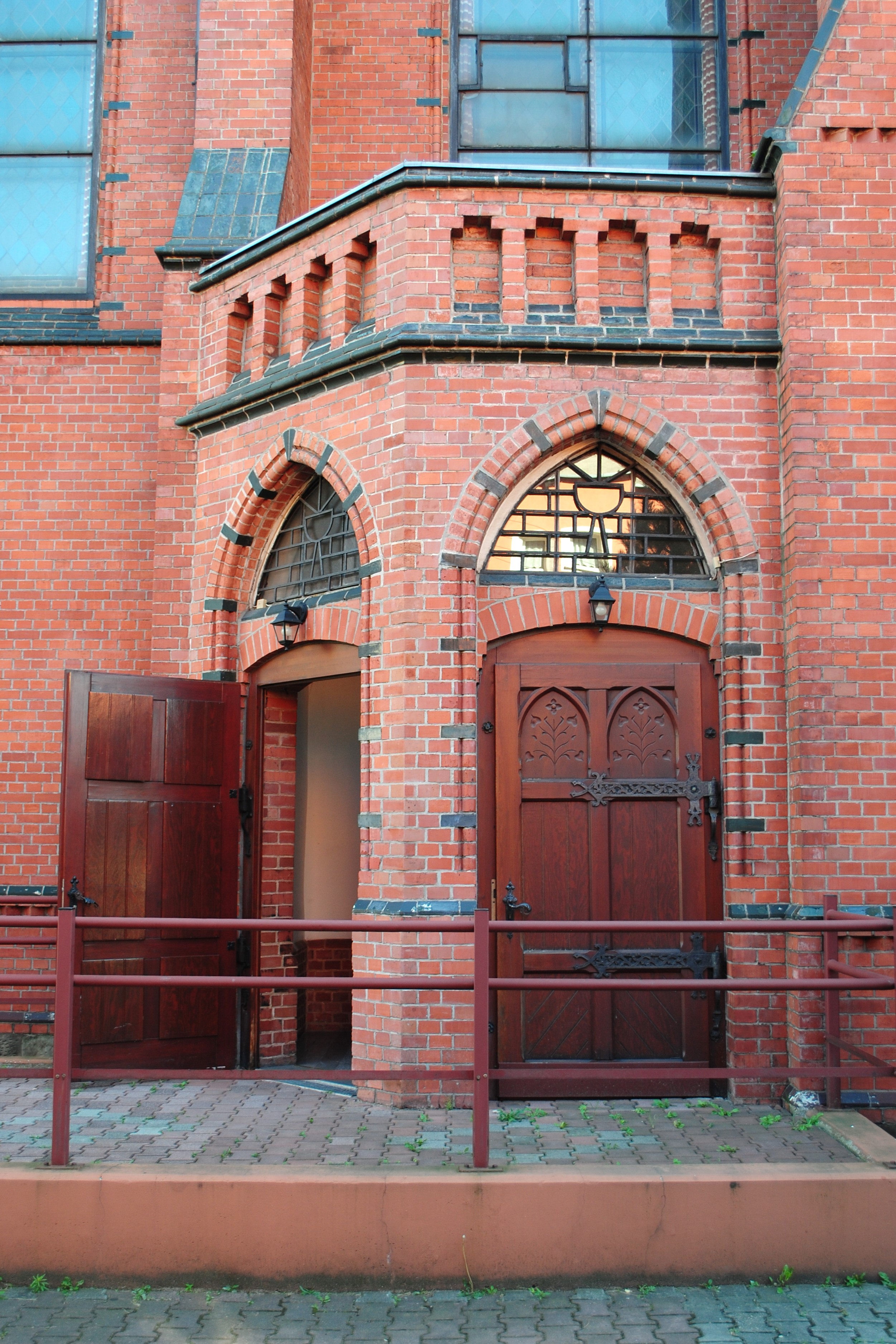
Boczne, zachodnie wejście do kościoła (2024)
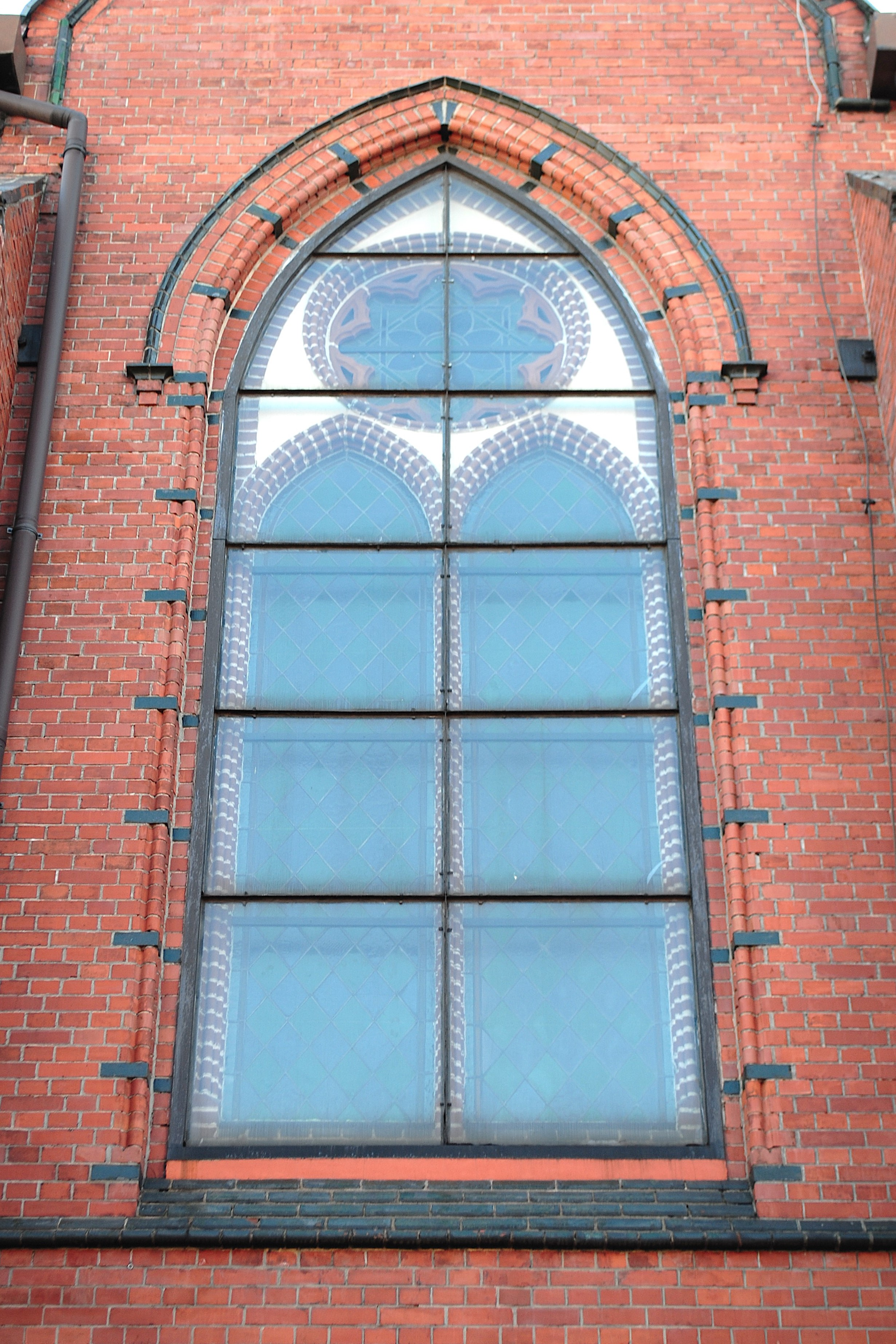
Jedno z ostrołukowych okien kościoła (2024)

## Wnętrze i wyposażenie

### Układ wewnętrzny kościoła

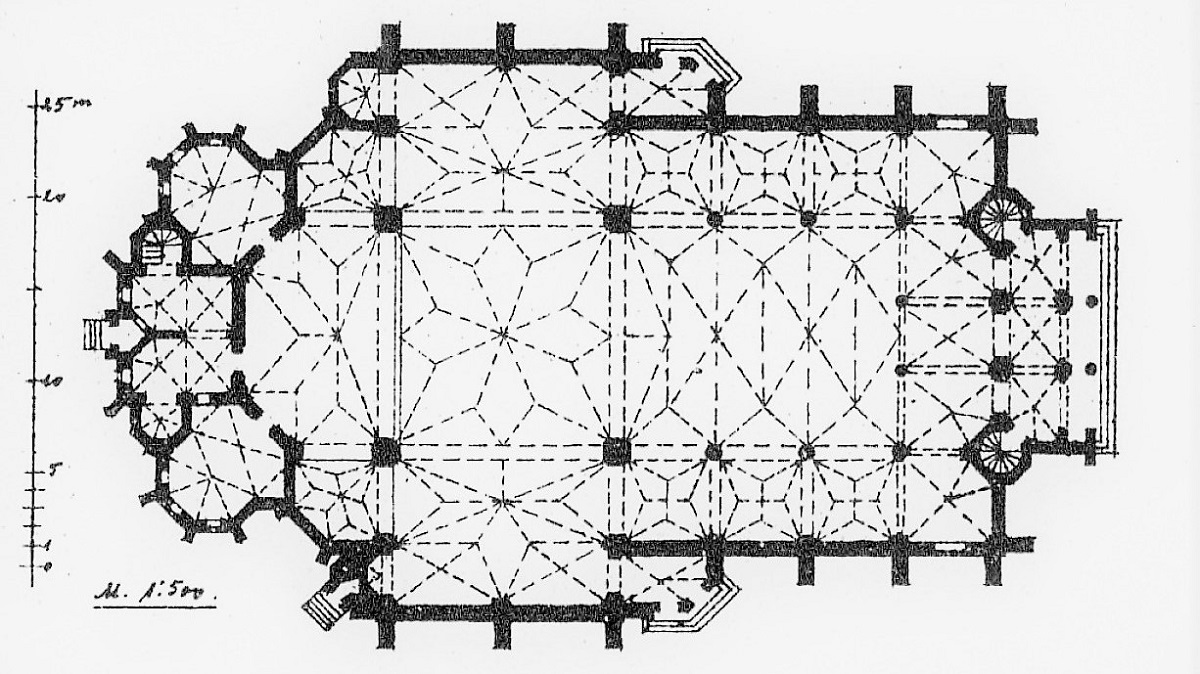
Rzut kościoła z 1903 roku

Wnętrze kościoła ma układ halowy z transeptem, a z uwagi na szerokość nawy głównej i ramion transeptu wnętrze kościoła, zwłaszcza w miejscu krzyżowania się naw, jest przestronne. Wnętrza nakryte są sklepieniami żebrowymi: gwiaździstymi i krzyżowymi. Prezbiterium jest pięcioboczne, a wokół niego znajdują się zakrystia i pomieszczenia gospodarcze. Z boku otwierają się do prezbiterium wieloboczne kaplice będące przedłużeniem naw bocznych. Nad zakrystią znajduje się empora, do której prowadzi klatka schodowa znajdująca się w ryzalicie od strony południowej.
Posadzki kościoła wykonane są w płyt kamiennych.

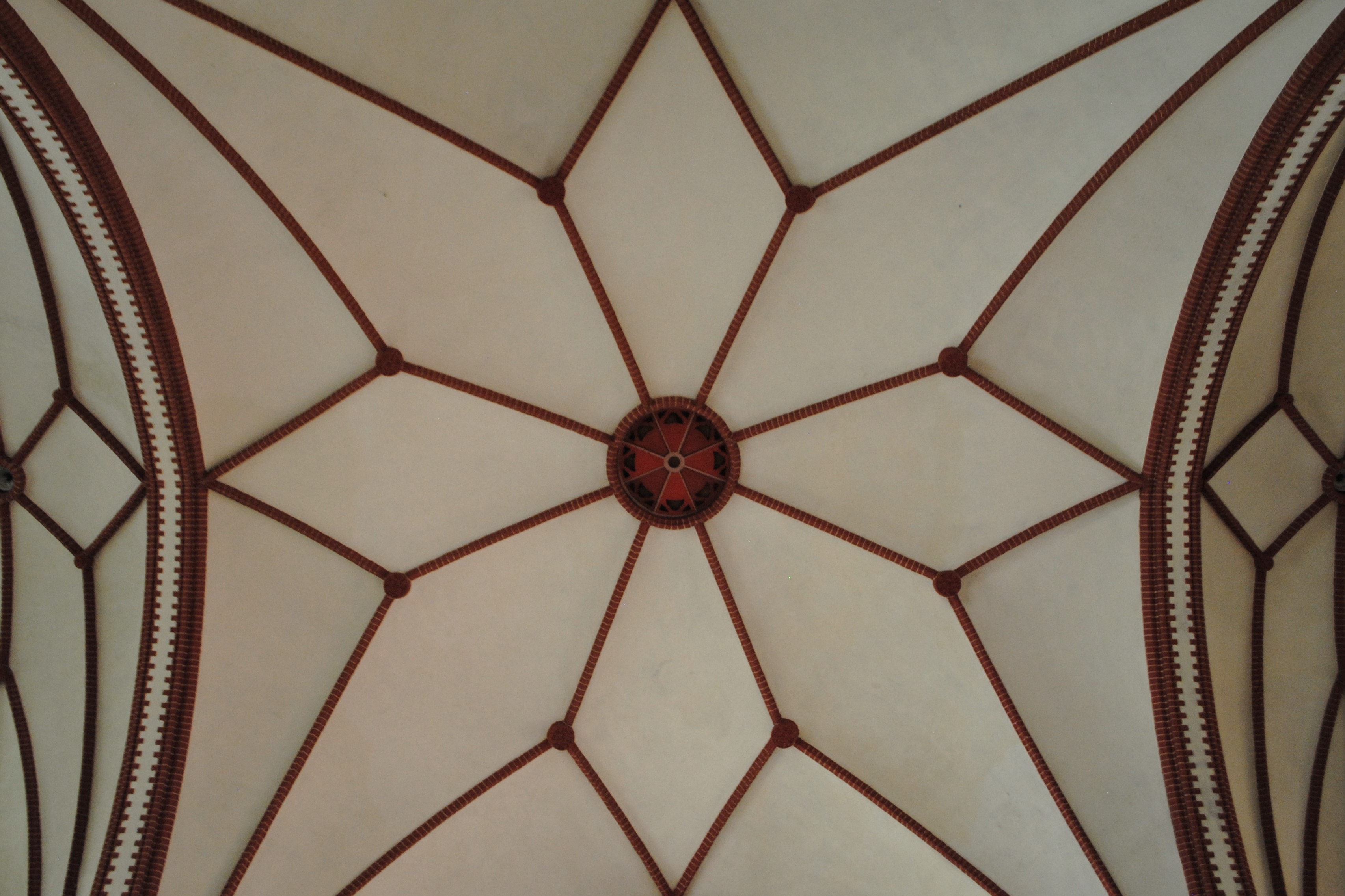
Sklepienie na przecięciu nawy głównej i transeptu (2024)

Pierwotnie w prezbiterium znajdowały się polichromie Josepha Krachwitza z Nysy, które istniały do 1929 roku. Nowe wykonał Otto Kowalewski, lecz na skutek szkód górniczych uległy one zniszczeniu i w 1955 roku zostały one zastąpione przez polichromie autorstwa Józefa Mitschke. W 1967 roku zostały tam wykonane mozaiki autorstwa Józefa Kołodziejczyka, które istniały do 2003 roku. Dekoracje malarskie w kościele wykonywał także Roman Nyga z Bierunia, brat załęskiego proboszcza ks. Jerzego Nygi – w latach 80. XX wieku namalował polichromie, które przedstawiały wizerunki świętych. Współcześnie świątynia polichromii nie posiada, a ściany są pomalowane na biało.
Witraże w prezbiterium przedstawiają: św. Stanisława Kostkę, św. Rozalię, Marię Niepokalanie Poczętą i św. Józefa z Dzieciątkiem. Przy ołtarzach bocznych znajdują się witraże Najświętszego Serca Pana Jezusa i Serca Maryi, a te znajdujące się w transepcie przedstawiają od strony wschodniej: „Chrystusa wśród dzieci” oraz „św. Elżbietę Węgierską wśród ubogich” i od zachodniej: „Wizję św. Jadwigi Śląskiej”oraz „Zwątpienie św. Piotra”. Witraże znajdujące się w kruchcie przedstawiają: św. Marcelego, św. Karola Boromeusza, św. Ludwika i Matkę Boską Bolesną, a ich fundatorem był Carl Kaluza. Kościół posiada dwie rozety – ta w prezbiterium przedstawia Gołębicę Ducha Świętego z dekoracją roślinną, a znajdująca się na fasadzie świątyni św. Cecylię (jest ona niewidoczna od środka, zasłonięta przez prospekt organowy). Witraże, rozety i okna kościoła znajdujące się w nawie głównej kościoła zostały wykonane przez firmę F. Kliem z Raciborza, a witraże w kruchcie przez wrocławską firmę Adolpha Seilera. Witraż w kaplicy Matki Bożej Częstochowskiej, wykonany przez Adama Bunscha z Krakowa, pochodzi z lat 50. XX wieku.

Wnętrza kościoła pw. św. Józefa
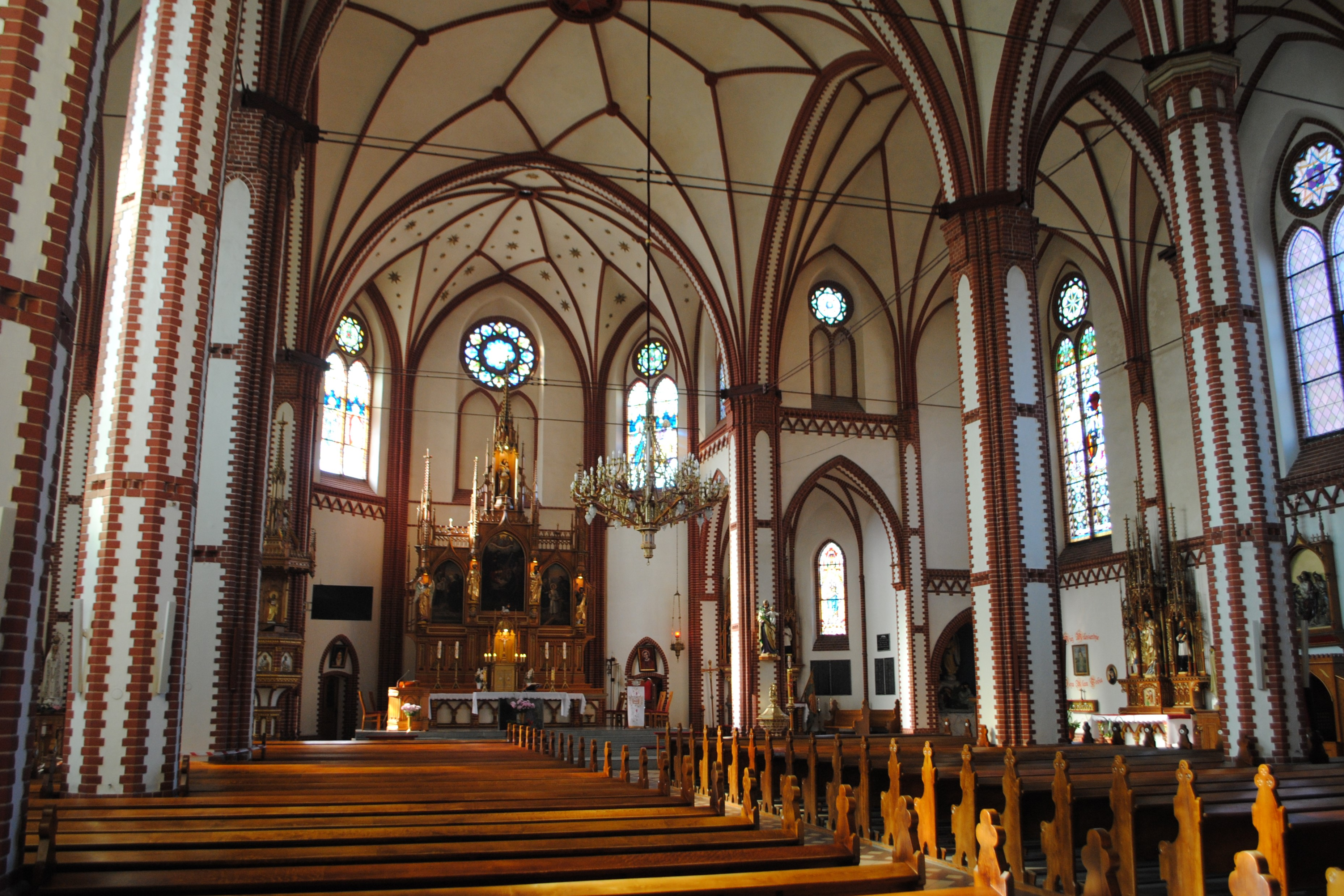
Widok z nawy bocznej w kierunku prezbiterium (2024)
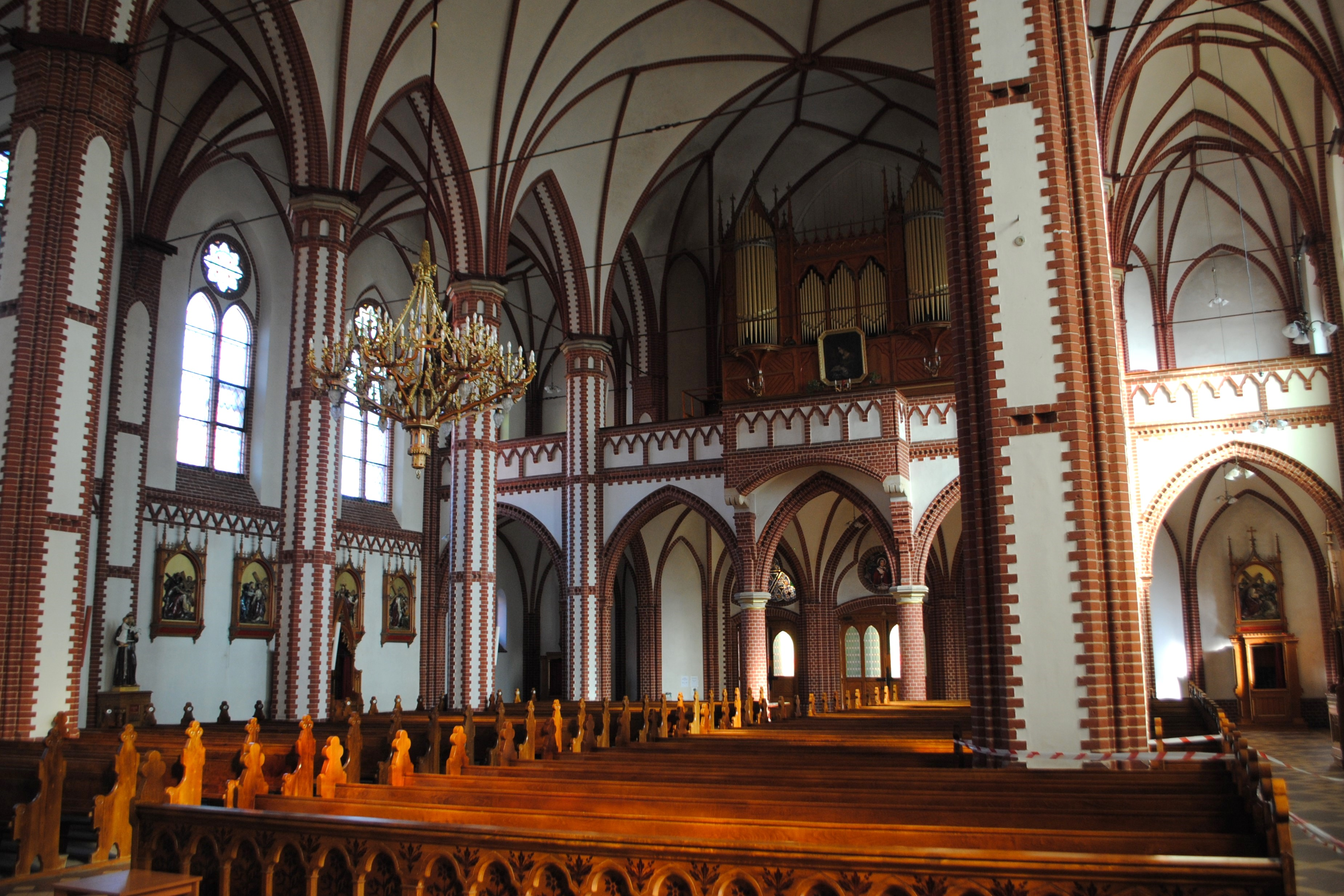
Widok z transeptu w kierunku nawy głównej (2024)
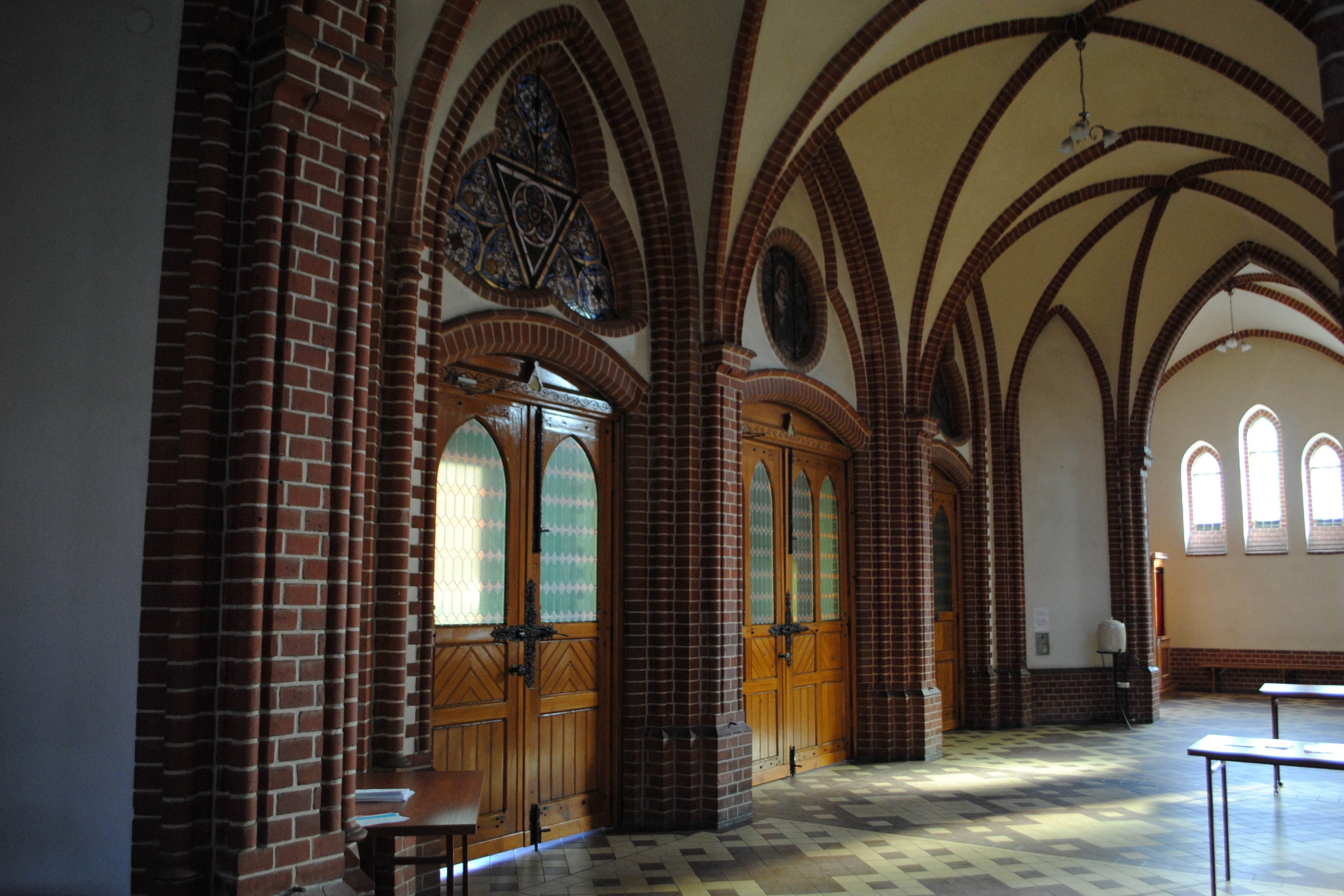
Potrójne wejście pomiędzy kruchtą a środkiem kościoła (2024)

### Wyposażenie kościoła

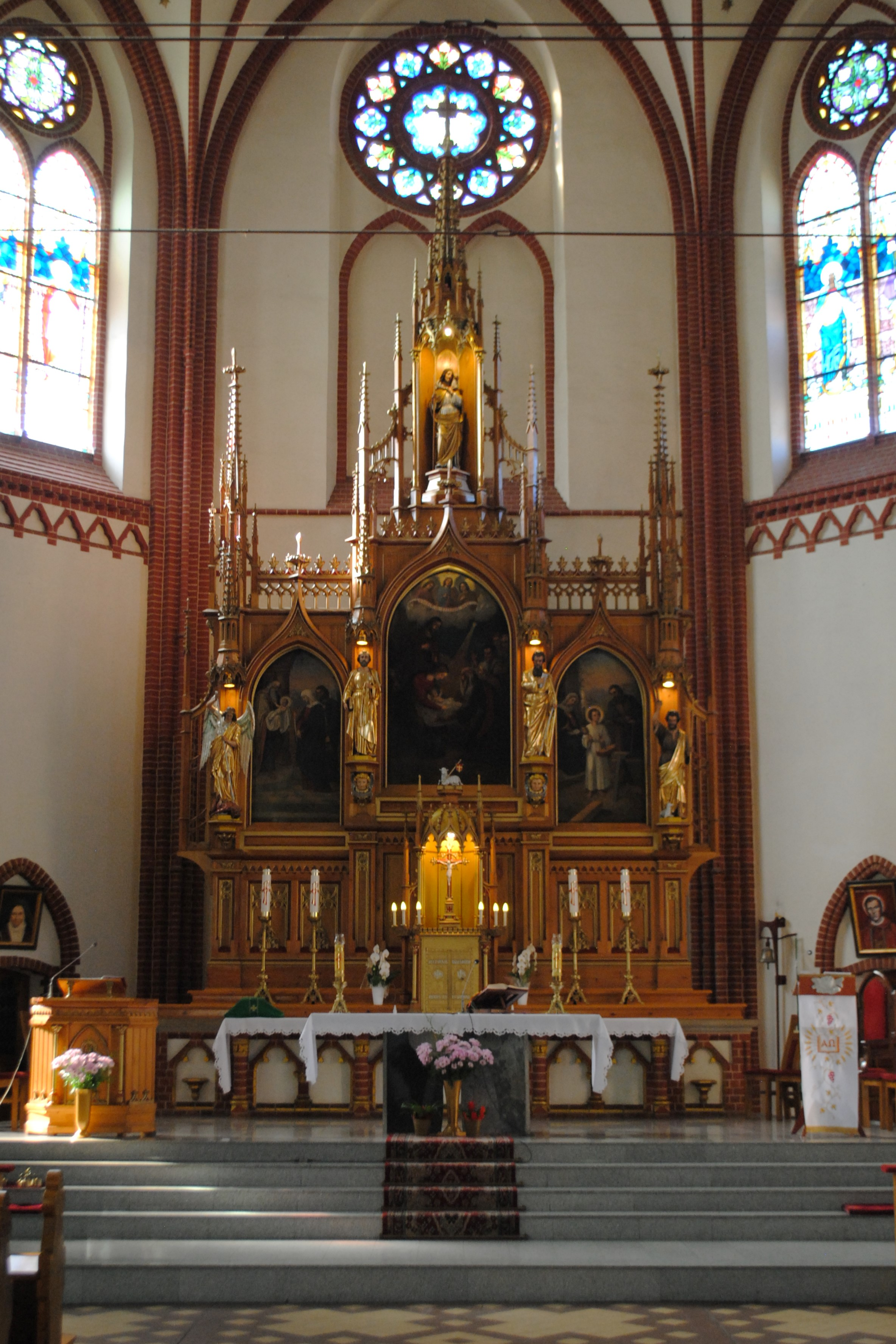
Ołtarz główny kościoła (2024)

W kościele pw. św. Józefa zachował się niemal cały jego pierwotny wystrój, m.in.: ołtarz główny i dwa boczne (św. Floriana i św. Barbary), świeczniki czy konfesjonały. Te ostatnie wykonał rzeźbiarz, stolarz i snycerz Carl Buhl z Wrocławia, który współpracował z Ludwigiem Schneiderem także przy budowie bazyliki pw. św. Antoniego w Rybniku. Ponadto znajduje się tutaj oryginalna ambona z reliefami i stacje drogi krzyżowej. Ramy stacji drogi krzyżowej także wykonano w pracowni Carla Bruhla, natomiast odlewy do nich z uszlachetnionego gipsu powstały w firmie Franza Mayera w Monachium. Rzeźby Chrystusa i Apostołów ogrodzie oliwnym wyrzeźbił Johann Baumeister z Wrocławia, natomiast drewniany krucyfiks, który wisiał pierwotnie na ścianie w transepcie, został wyrzeźbiony przez Josefa Reisera w Oberammergau w Bawarii. Został on w 1988 roku gruntowanie wyremontowany. 
W prezbiterium znajduje się ołtarz posoborowy, ambonki i sedilia wykonane przez Józefa Kołodziejczyka z Chorzowa. W przeszłości kościół posiadał także balaski ołtarzowe. W latach 50. XX wieku zaaranżowano kaplicę Matki Bożej Częstochowskiej – znajduje się ona pomiędzy lewym transeptem a nawą.

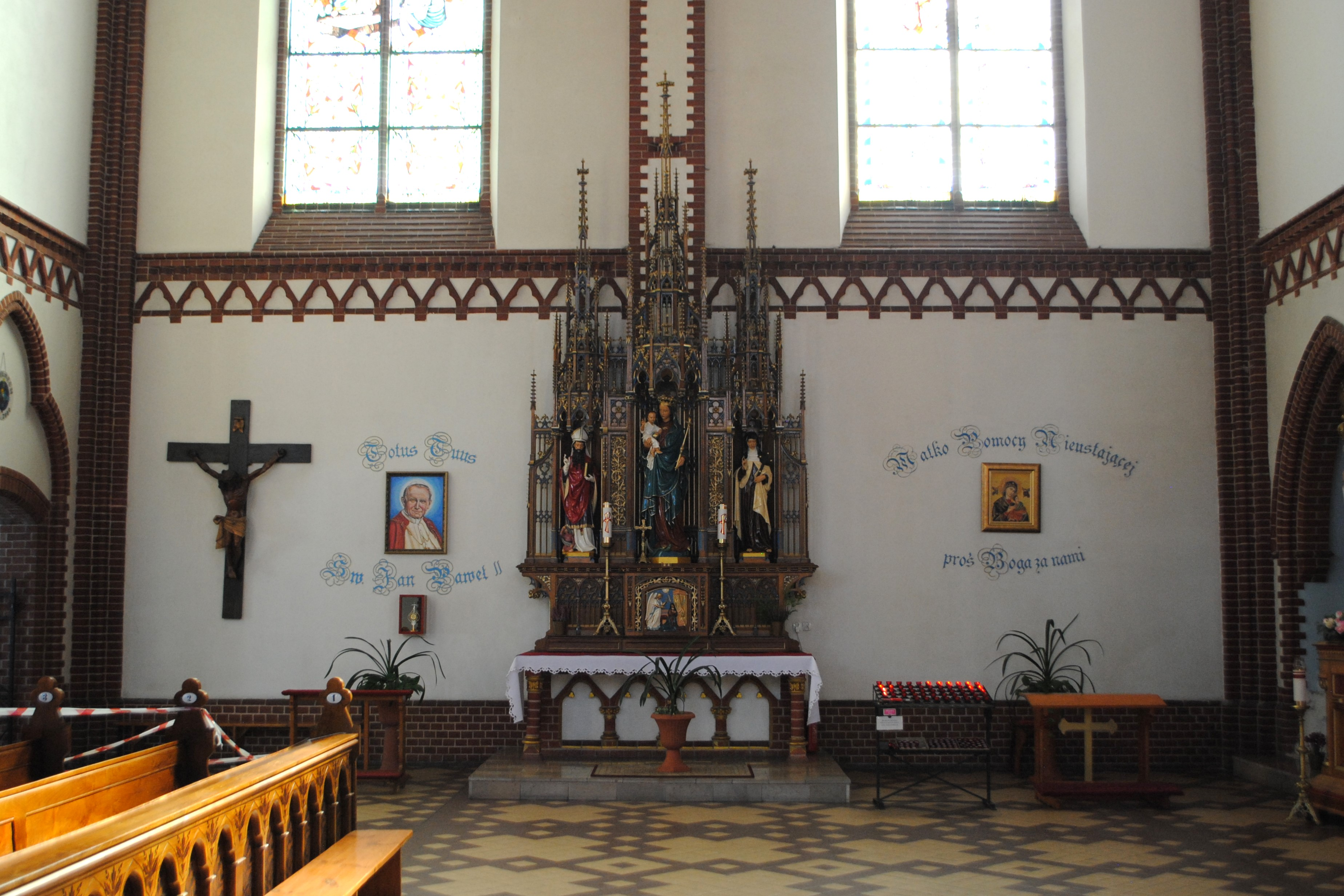
Ołtarz Matki Bożej Królowej Świata w lewej części transeptu (2024)

Łącznie w kościele znajduje się pięć ołtarzy: główny wykonany przez stolarza i snycerza Carla Buhla oraz cztery boczne, w tym dwa, św. Barbary i św. Floriana, także autorstwa Carla Buhla. Na ołtarzu głównym znajduje się cykl obrazów: „Narodzenie Pana Jezusa”, „Ofiarowanie Pana Jezusa w świątyni”, „Rodzina Święta przy pracy”. Obrazy te prezentują patrona kościoła – św. Józefa, przedstawianego zawsze z rodziną. Związane było to z faktem szerzenia się w tamtym czasie kultu Świętej Rodziny, czego propagatorem był papież Leon XIII. Cykl obrazów namalował pochodzący z Wrocławia Julian Wałdowski. Na ołtarzu głównym znajdują się także figury przedstawiające: Pana Jezusa Dobrego Pasterza (pośrodku; w górnej części ołtarza), św. Michała Archanioła, św. Piotra, św. Pawła i św. Jana Chrzciciela. Ołtarz główny ufundowało Bractwo Różańcowe z Bogucic.
Na lewo od ołtarza głównego znajduje się ołtarz św. Floriana z figurami św. Ludwika i św. Franciszka Ksawerego. Jego fundatorami byli pracownicy huty „Baildon”. Po prawej stronie znajduje się natomiast ołtarz św. Barbary z figurami św. Alojzego i św. Klary. Znajdujący się na ołtarzu obraz ze św. Barbary ukazującej się górnikom namalował Julian Wałdowski. Ołtarz ten ufundowali pracownicy kopalni „Kleofas”.

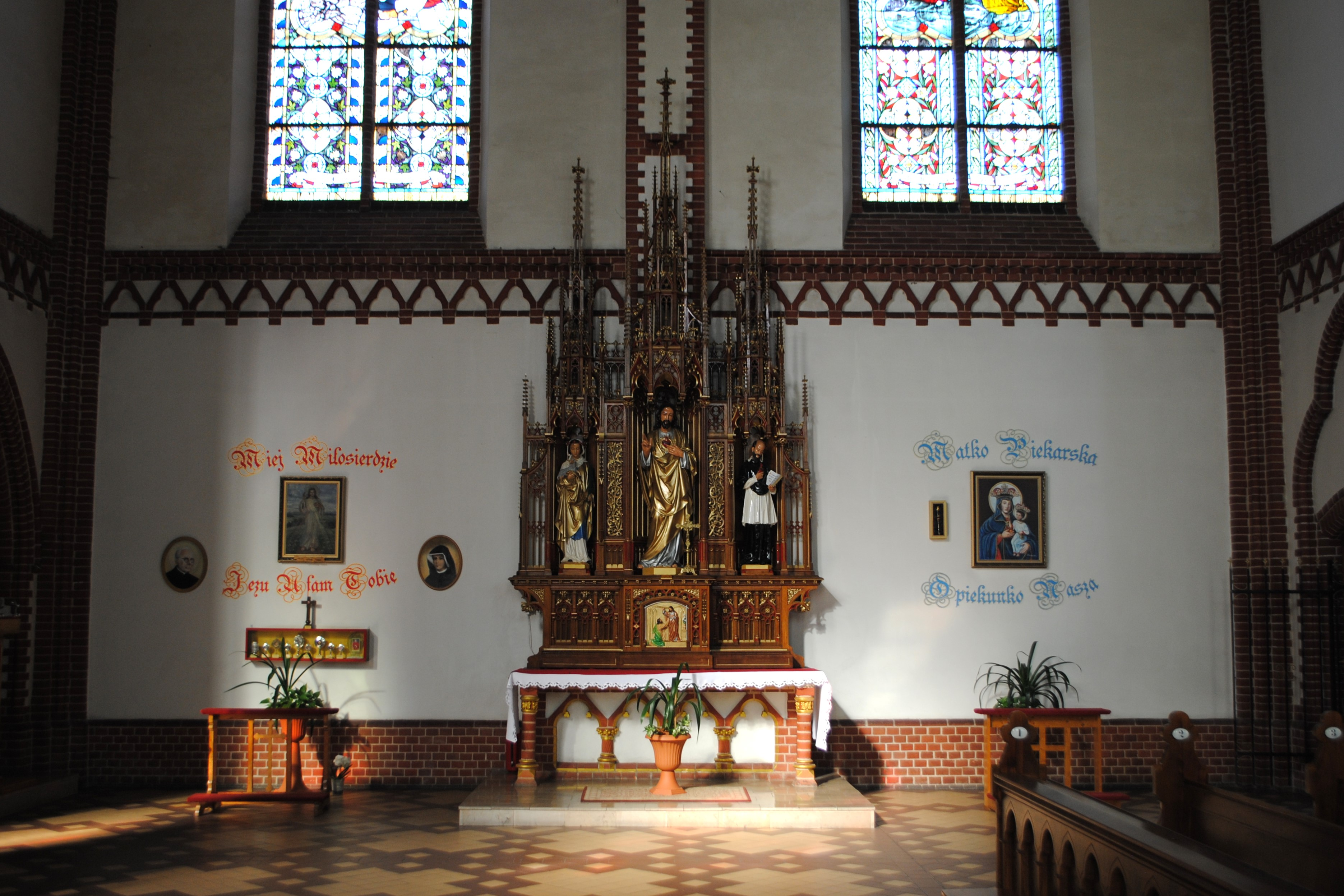
Ołtarz Najświętszego Serca Pana Jezusa w prawej części transeptu (2024)

W lewej części transeptu stoi ołtarz Matki Bożej Królowej Świata z figurami Matki Bożej Królowej Świata, św. Stanisława i św. Teresy z Ávili, a naprzeciwko niego ołtarz Najświętszego Serca Pana Jezusa z figurami Serca Pana Jezusa, św. Agnieszki i św. Ignacego Loyoli. Ołtarze te odznaczają się bogatszą snycerką niż ołtarz główny. Wykonał je w drewnie dębowym Heinrich Schweppenstedde, a figury do nich Anton Mormann – obaj pochodzący z Wiedenbrück. Obrazy do ołtarzy namalował na blaszce miedzianej, podobnie jak do pozostałych, Julian Wałdowski. 

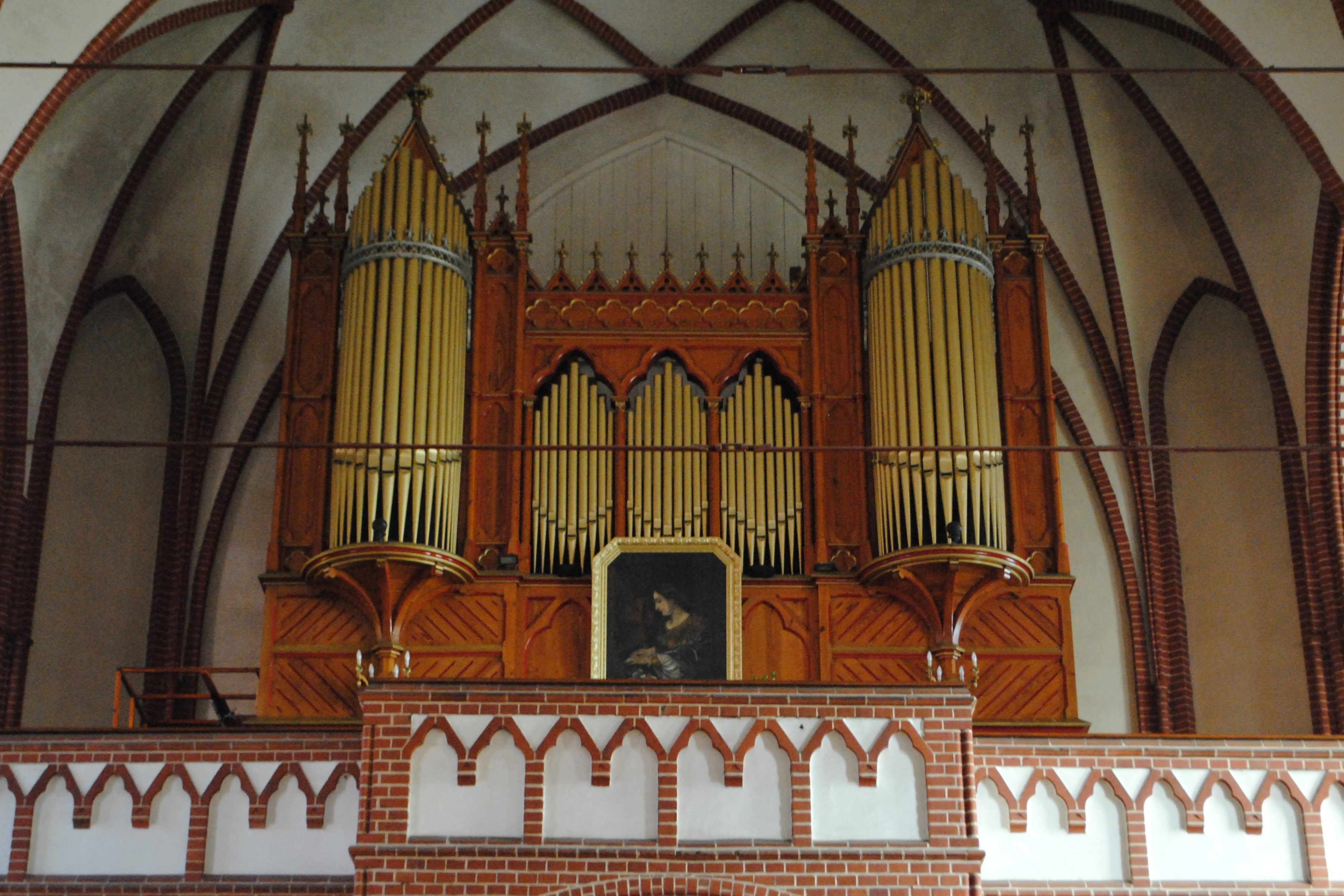
Prospekt organowy (2024)

Kościół wyposażony jest w organy, wpisane do rejestru zabytków ruchomych województwa śląskiego pod numerem B/352/2018. Zostały one wykonane w 1900 roku przez świdnicką firmę Schlag & Söhne. Jest to instrument 27-głosowy posiadający 1 649 piszczałek, z dwoma manuałami i pedałem, pneumatyczną trakturą gry i rejestrów, stożkowymi wiatrownicami, miechami magazynowymi z podawaczem nożnym i dmuchawą elektryczną oraz stołem gry z lewej strony szafy organowej. Szafa organowa wykonana jest z drewna w konstrukcji ramowo-płycinowej. Autorstwo prospektu organowego jest przypisywane Ludwigowi Schneiderowi.
W kruchcie kościoła została umieszczona kamienna tablica upamiętniająca ks. prałata Józefa Kubisa, pierwszego proboszcza załęskiej parafii w latach 1900–1942. Tablicę odsłonięto w 65-lecie poświęcenia kościoła. Znajdują się tu także tablice upamiętniające górników, którzy zginęli w katastrofie w kopalni „Kleofas” z 3 na 4 marca 1896 roku (wówczas pod nazwą „Cleophas”). Tablice te przeniesiono z cechowni zlikwidowanej kopalni. Znajdują się one na prawo od prezbiterium i jest ich łącznie pięć. W kaplicy Matki Bożej Częstochowskiej we wschodniej nawie znajduje się tablica upamiętniająca Jubileusz Roku Pańskiego 2000.
Kościół posiada cztery dzwony: św. Maryja (o wadze 833 kg), św. Florian (534 kg), św. Barbara (401 kg) oraz najmniejszy – św. Józef (224 kg). Zostały one odlane w Odlewni Niestroj w Goduli, a zawieszono je w 1959 roku.

## Otoczenie

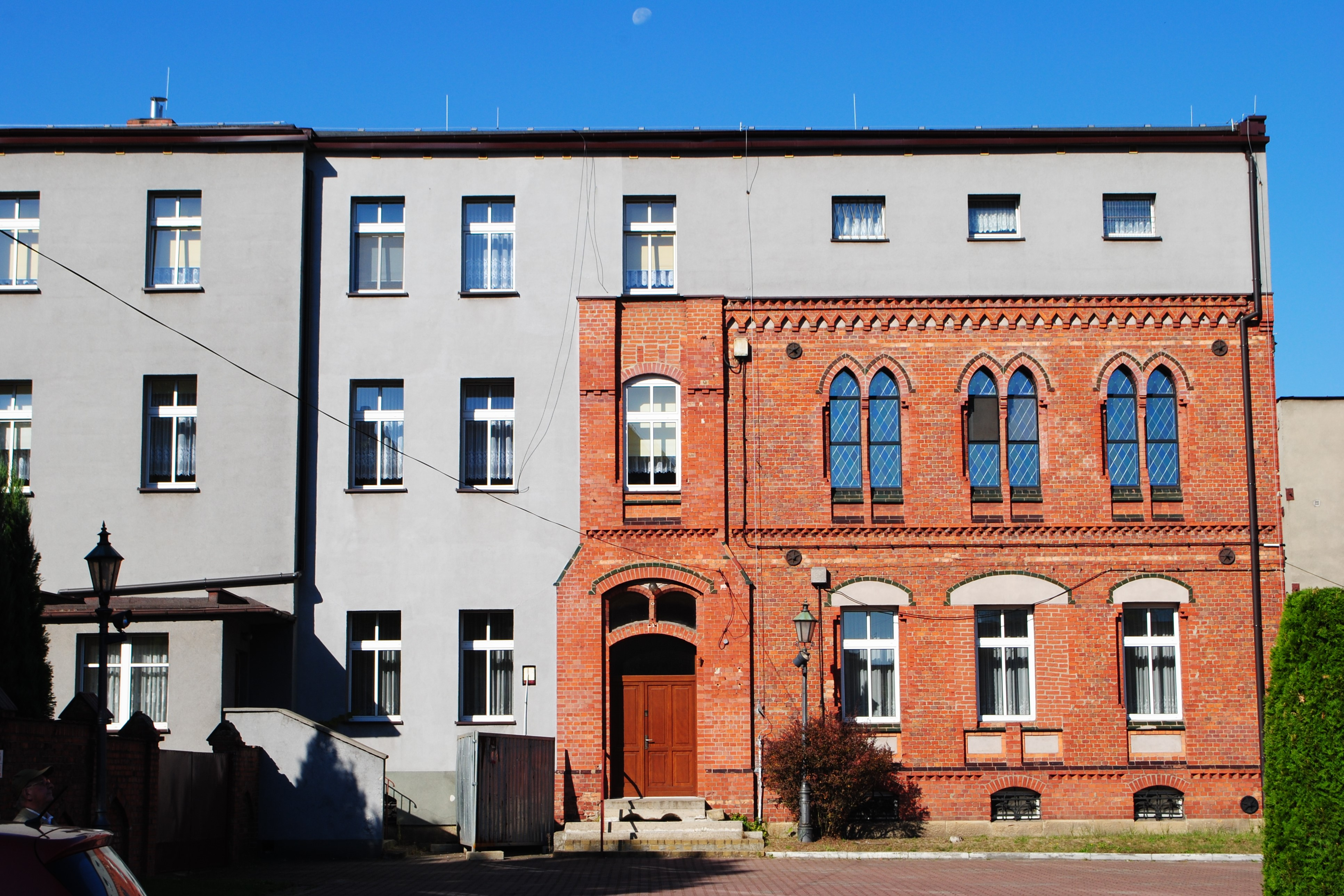
Budynek Zgromadzenia Sióstr św. Jadwigi od strony wschodniej (2024)

Kościół pw. św. Józefa położony jest we wschodniej części katowickiej dzielnicy Załęże, przy ulicy Gliwickiej. Stanowi on główną część założenia urbanistycznego wraz z klasztorem Zgromadzenia Sióstr św. Jadwigi (po stronie zachodniej) oraz plebanią (po stronie wschodniej), a ich budowę rozpoczęto w 1896 roku. Klasztor został poświęcony 30 października 1899 roku, a proboszcz zamieszkał na probostwie w listopadzie 1900 roku. Obydwa budynki budynki, podobnie jak kościół, zaprojektował Ludwig Schneider. 

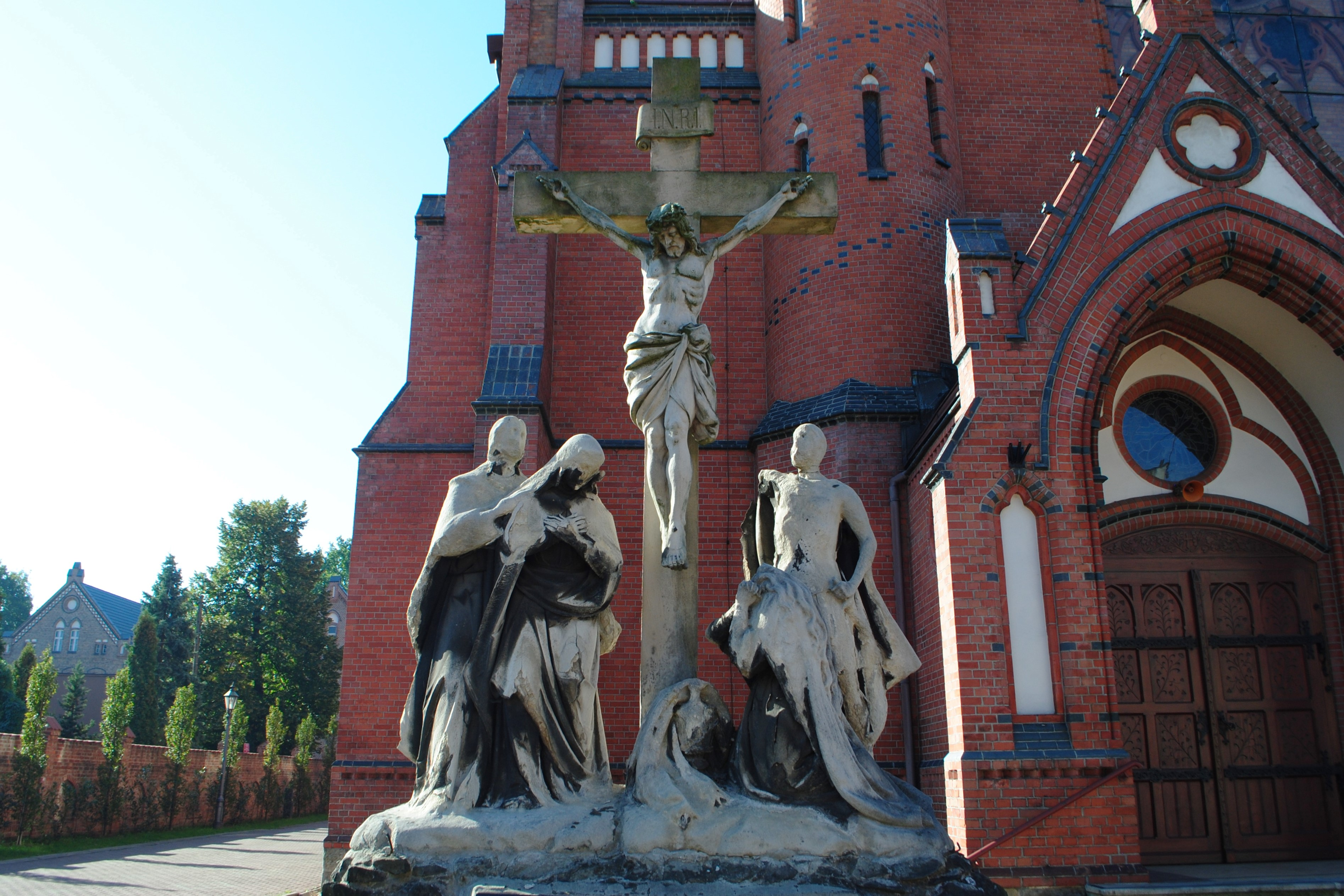
Rzeźba „Ukrzyżowanie” autorstwa Johanna Baumeistera (2024)

Budynek plebanii przy ulicy Gliwickiej 76 to obiekt murowany z cegły, dwukondygnacyjny, zwieńczony dachem czterospadowym. Posiada ceglane nieotynkowane elewacje, ozdobne szczyty i obramienia otworów okiennych. Budynek Zgromadzenia Sióstr św. Jadwigi przy ulicy Gliwickiej 78 pierwotnie był neogotycki, po czym został rozbudowany i nadbudowany w 1975 roku. Jest to obiekt częściowo tynkowany, dwukondygnacyjny, zwieńczony dachem dwuspadowym. Zachowały się na nim m.in: wykusz, portal wejściowy, kolumienki i częściowo ostrołukowe otwory okienne.
Na placu przykościelnym znajduje rzeźba „Ukrzyżowanie” autorstwa Johanna Baumeistera z Wrocławia, z figurą Chrystusa i stojącymi pod krzyżem figurami Matki Bożej i św. Jana. Na cokole z kamienia polnego wmurowana jest tablica pamiątkowa z inskrypcją, na której wypisano nazwiska poległych za wolność ojczyzny oraz zmarłych w obozach koncentracyjnych, w tym m.in.: ks. Karola Kałużę i hm. Jerzego Lisa. 
Cały kompleks kościelny otoczony jest ogrodzeniem żeliwnym z murowanymi słupkami i cokołem z cegły, a od zachodu pełnym ceglanym ogrodzeniem. 
Na południe od zabudowy kościelnej znajduje się cmentarz parafialny. Położony jest przy ulicy P. Pośpiecha, pomiędzy kościołem a linią kolejową. Otoczony jest ogrodzeniem ceglanym, posiada alejki główne, na skrzyżowaniu których znajduje się krzyż z figurą Chrystusa na cokole.

## Galeria

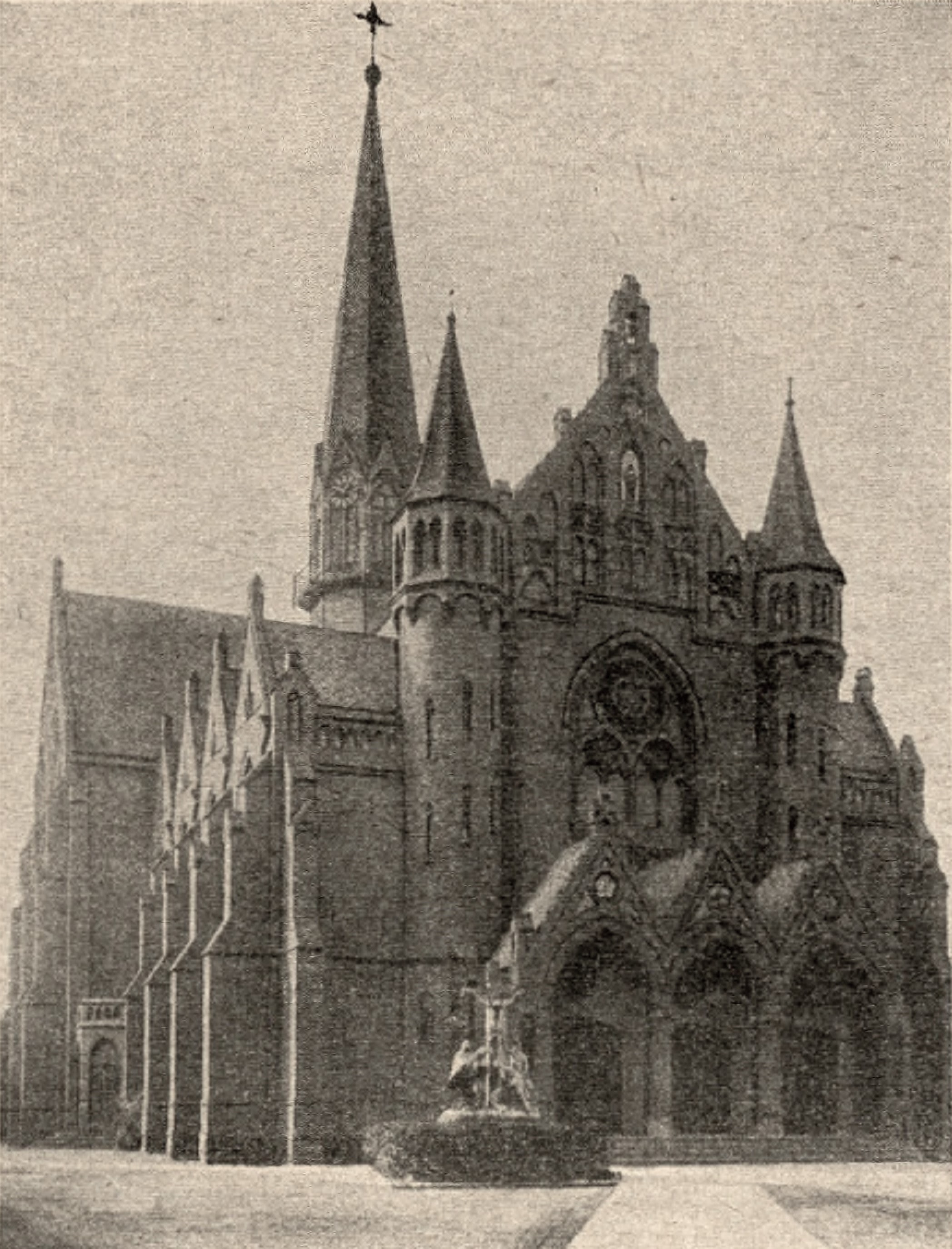
Kościół pw. św. Józefa na zdjęciu opublikowanym w 1940 roku
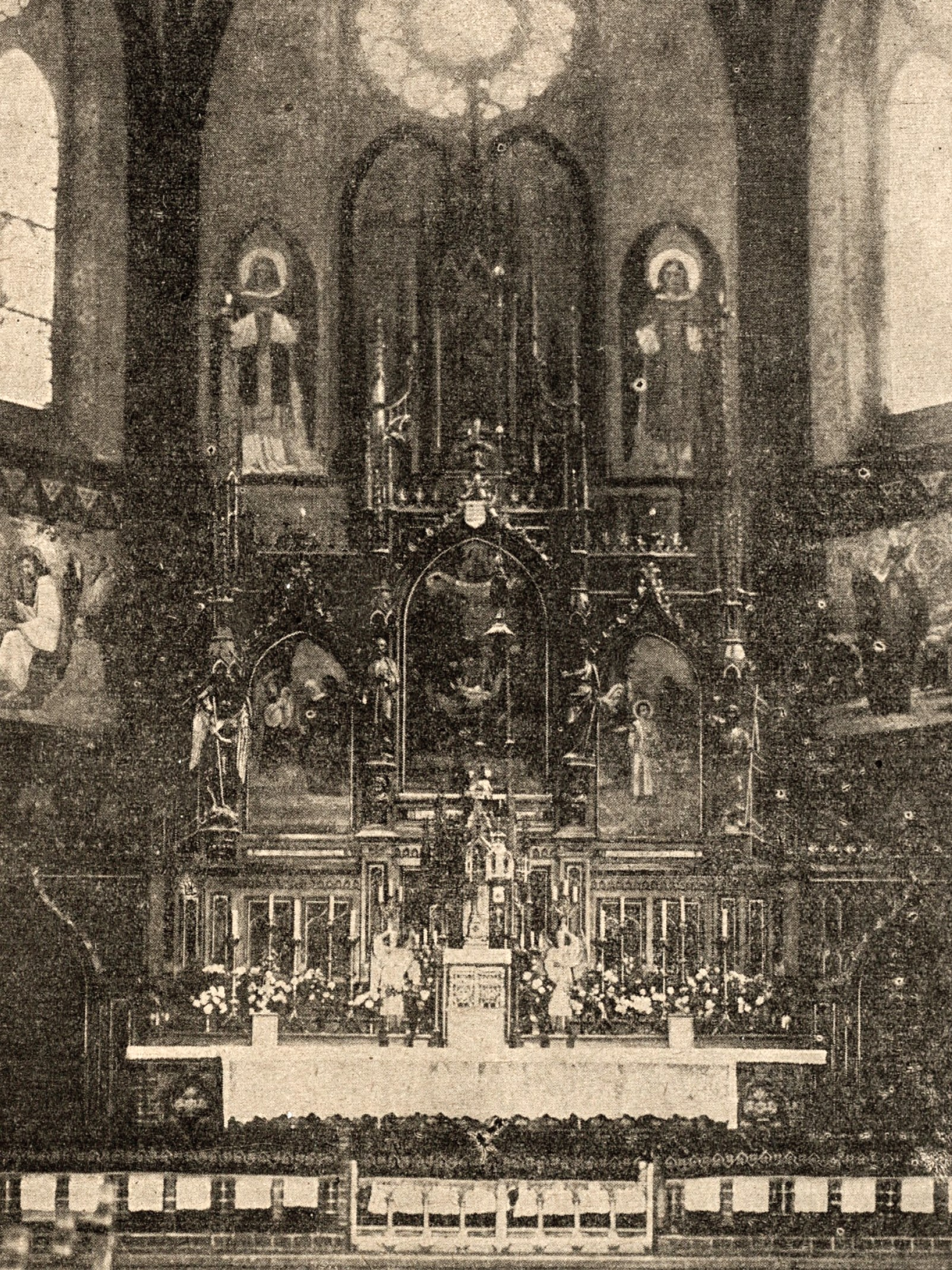
Ołtarz główny kościoła św. Józefa na zdjęciu z ok. 1940 roku
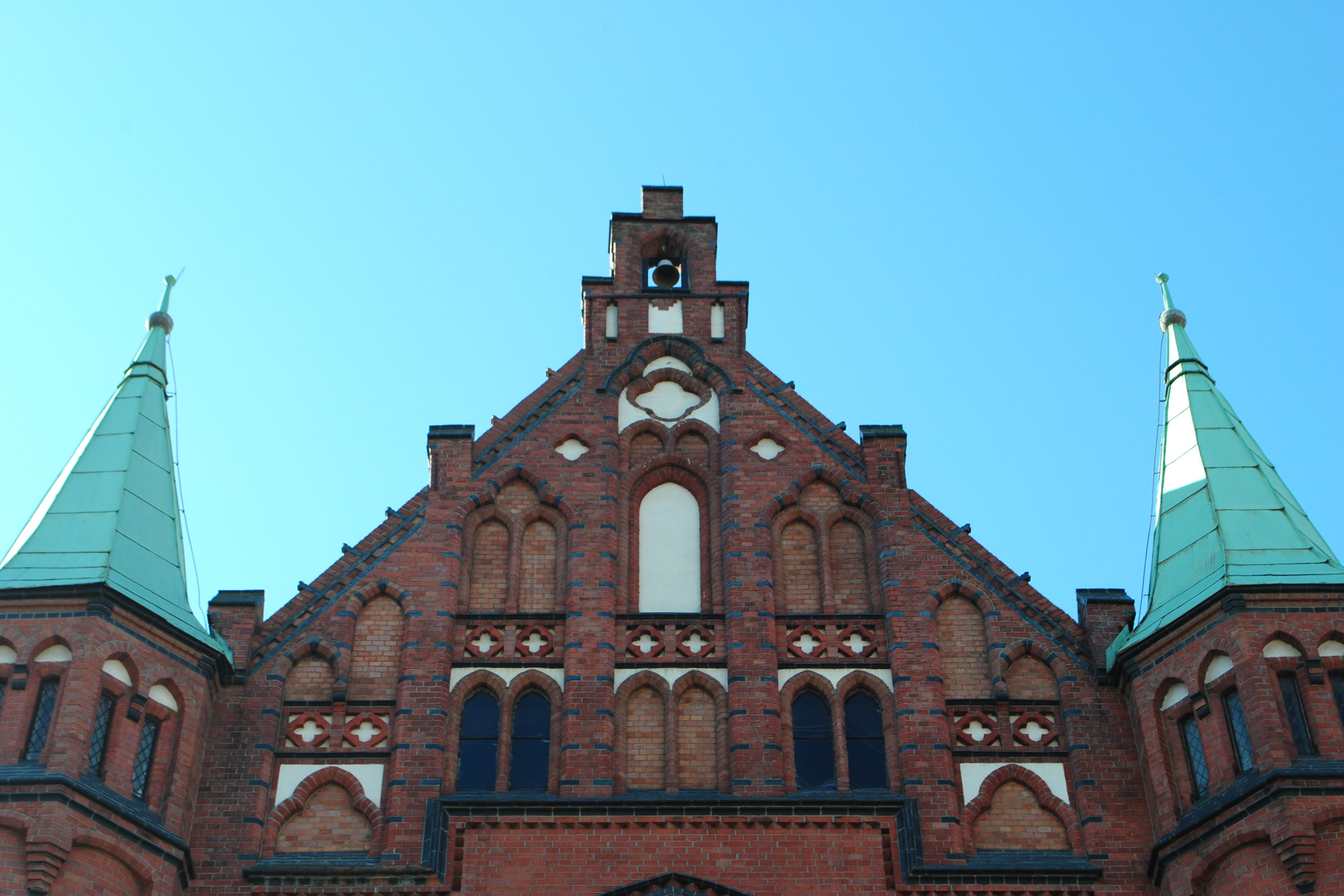
Szczytowa część fasady kościoła (2024)
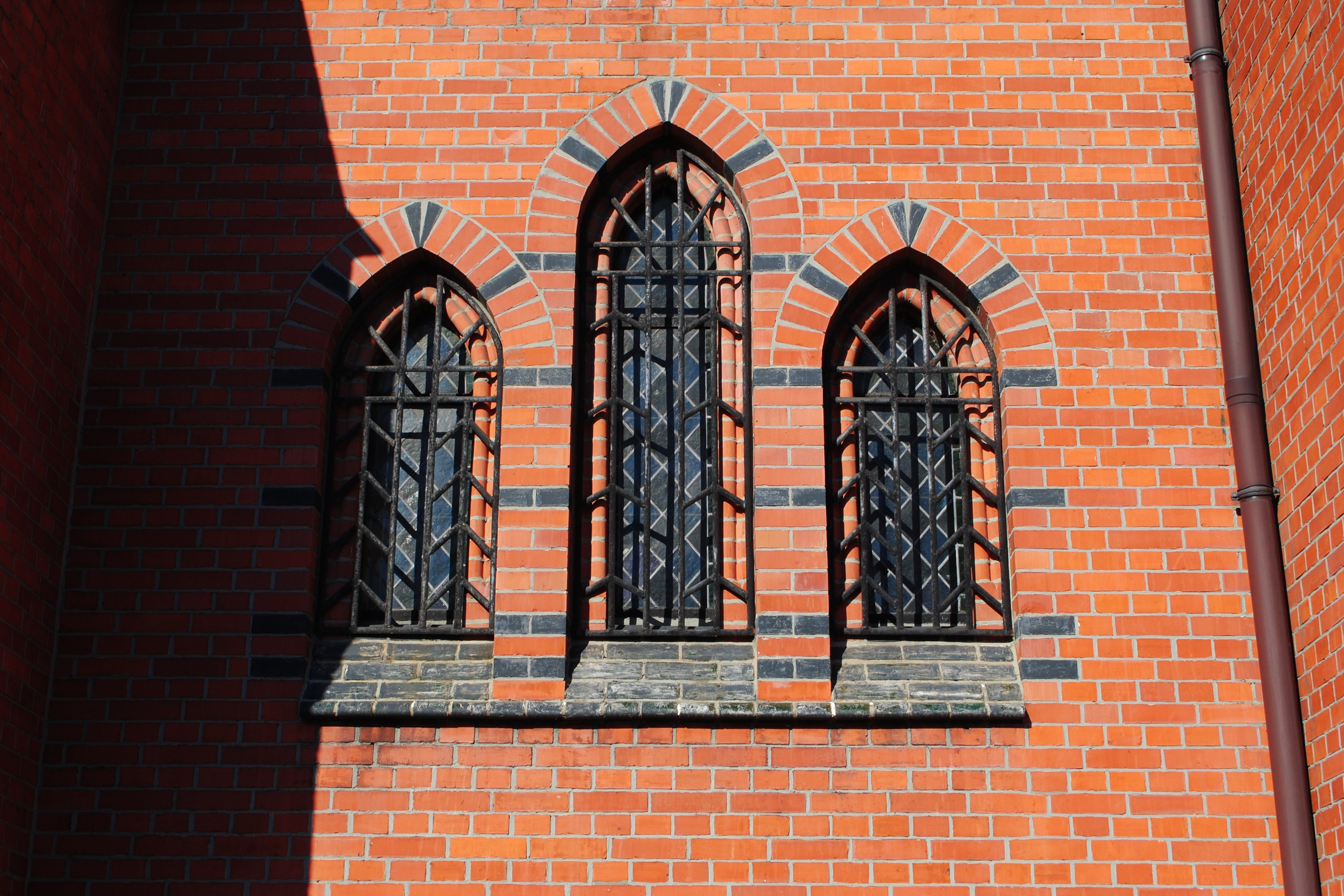
Okna na wschodniej elewacji (2024)
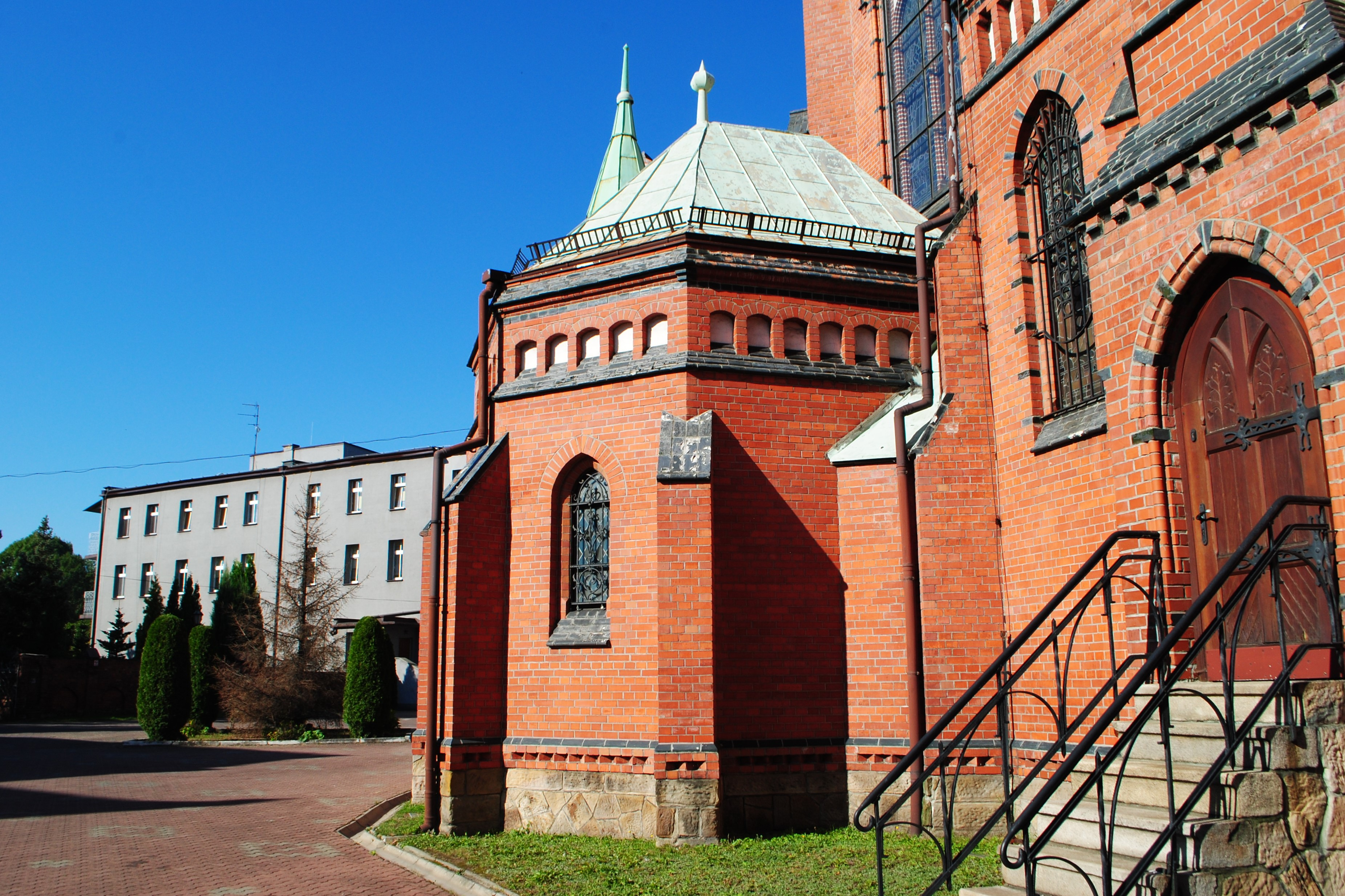
Południowy fragment kościoła (2024)
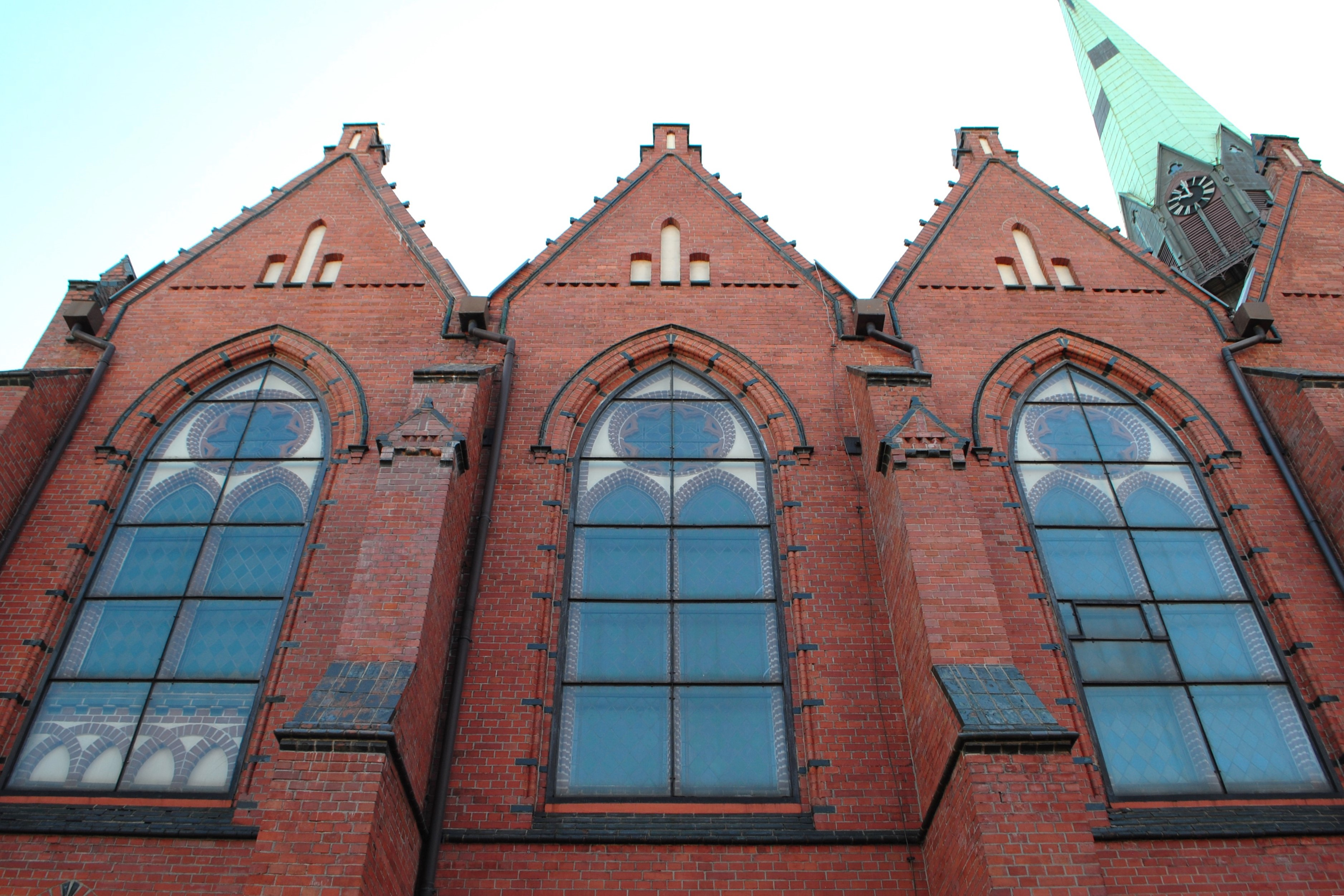
Okna w zachodniej nawie kościoła (2024)
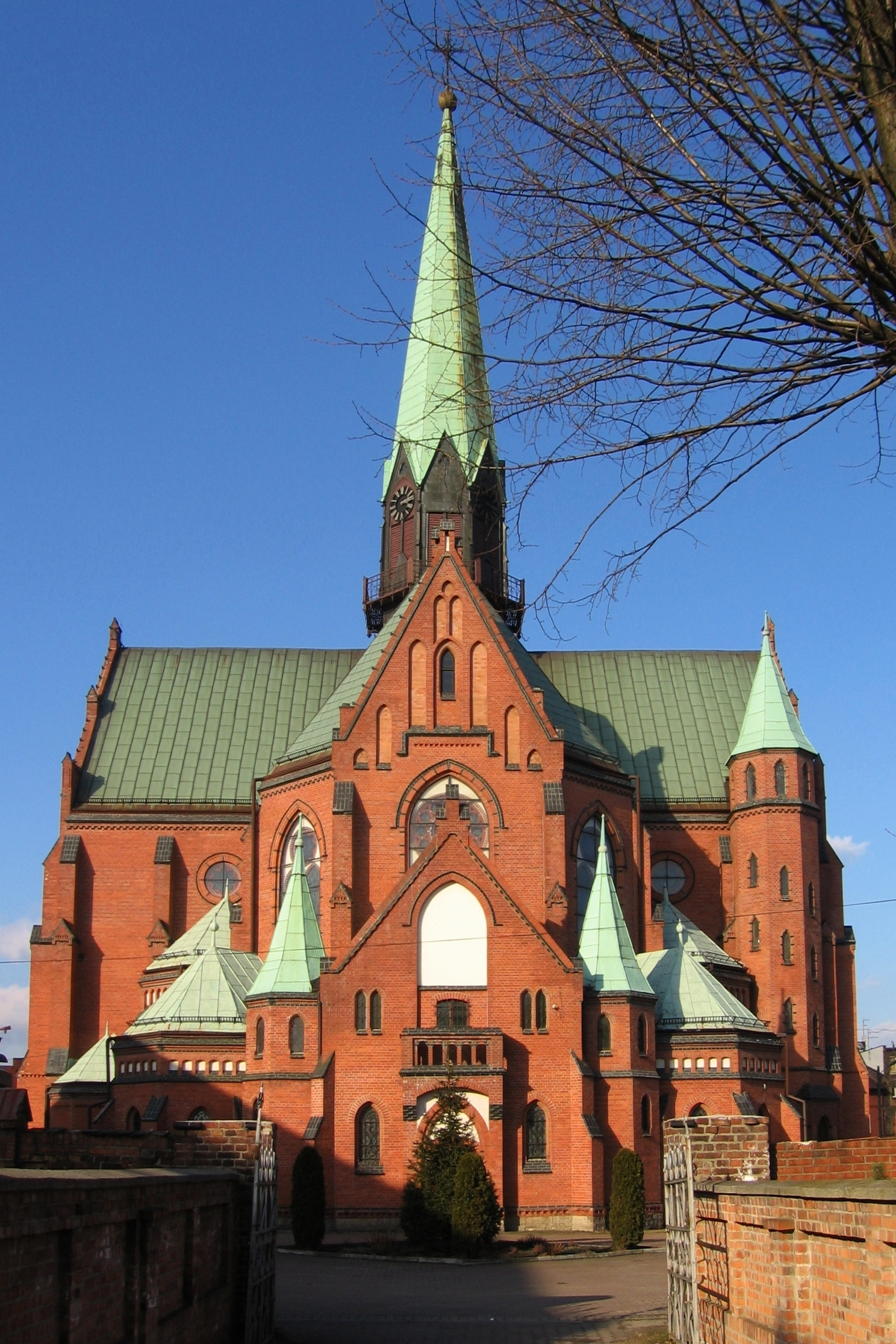
Kościół od strony południowej (2018)
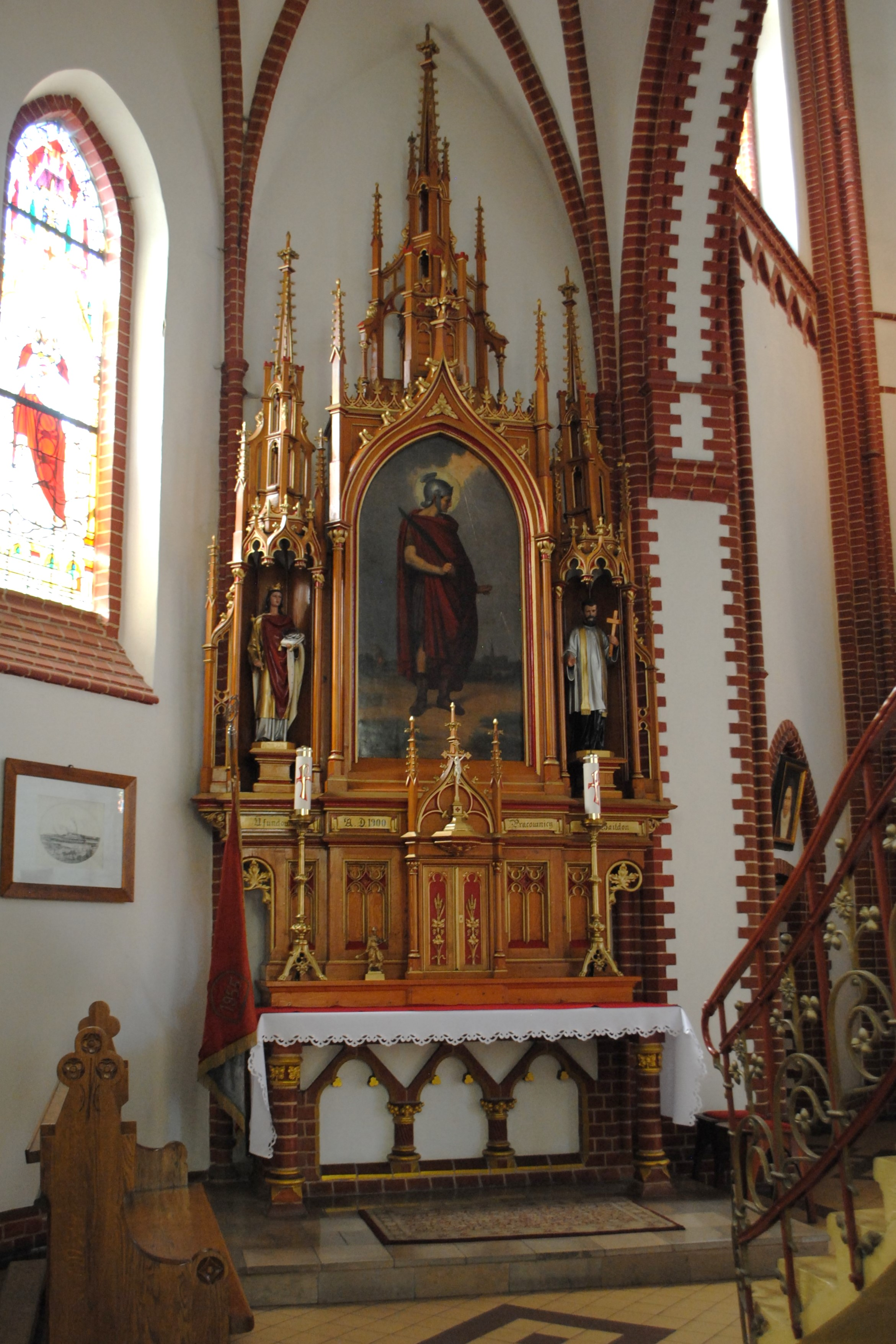
Ołtarz św. Floriana (2024)
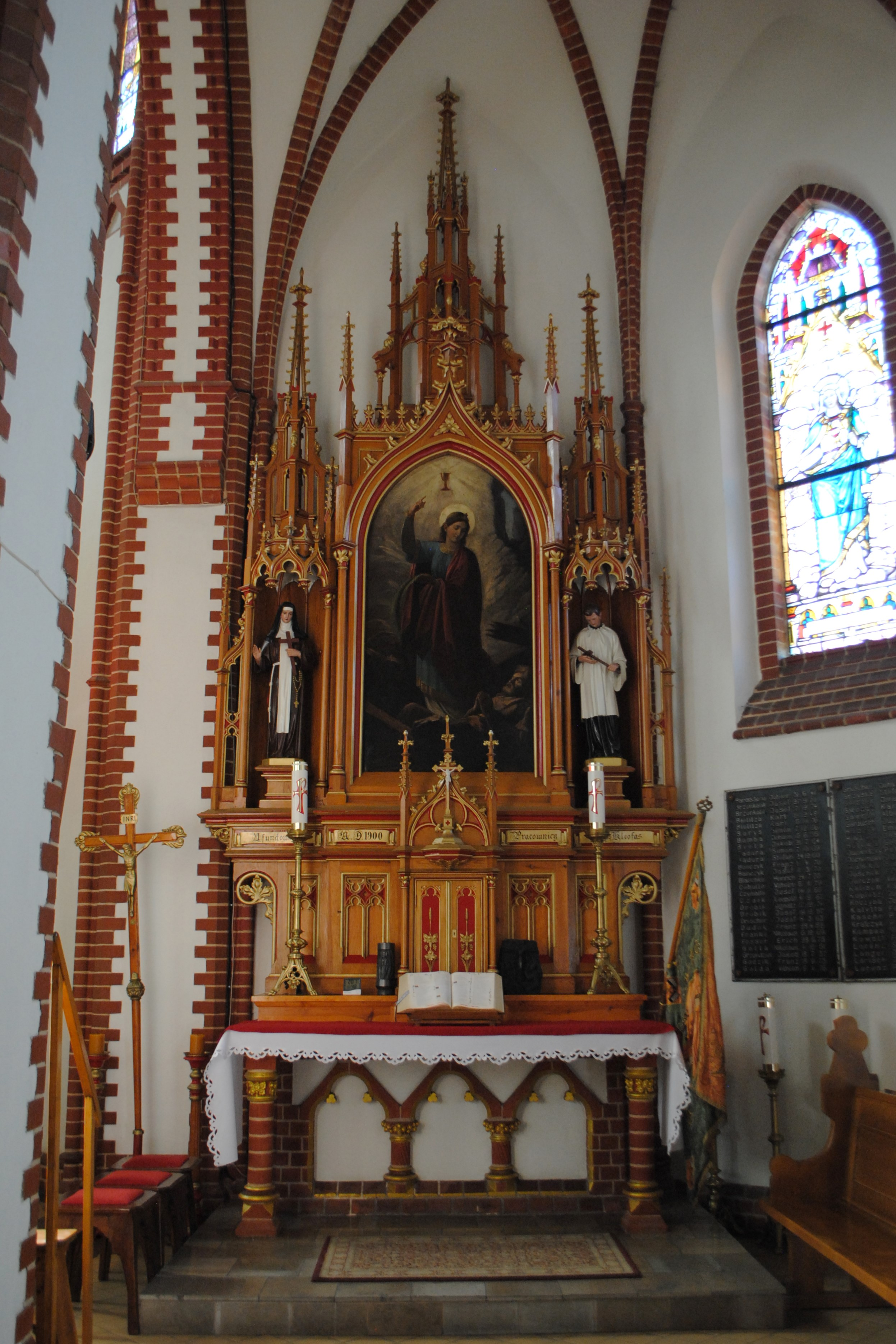
Ołtarz św. Barbary (2024)
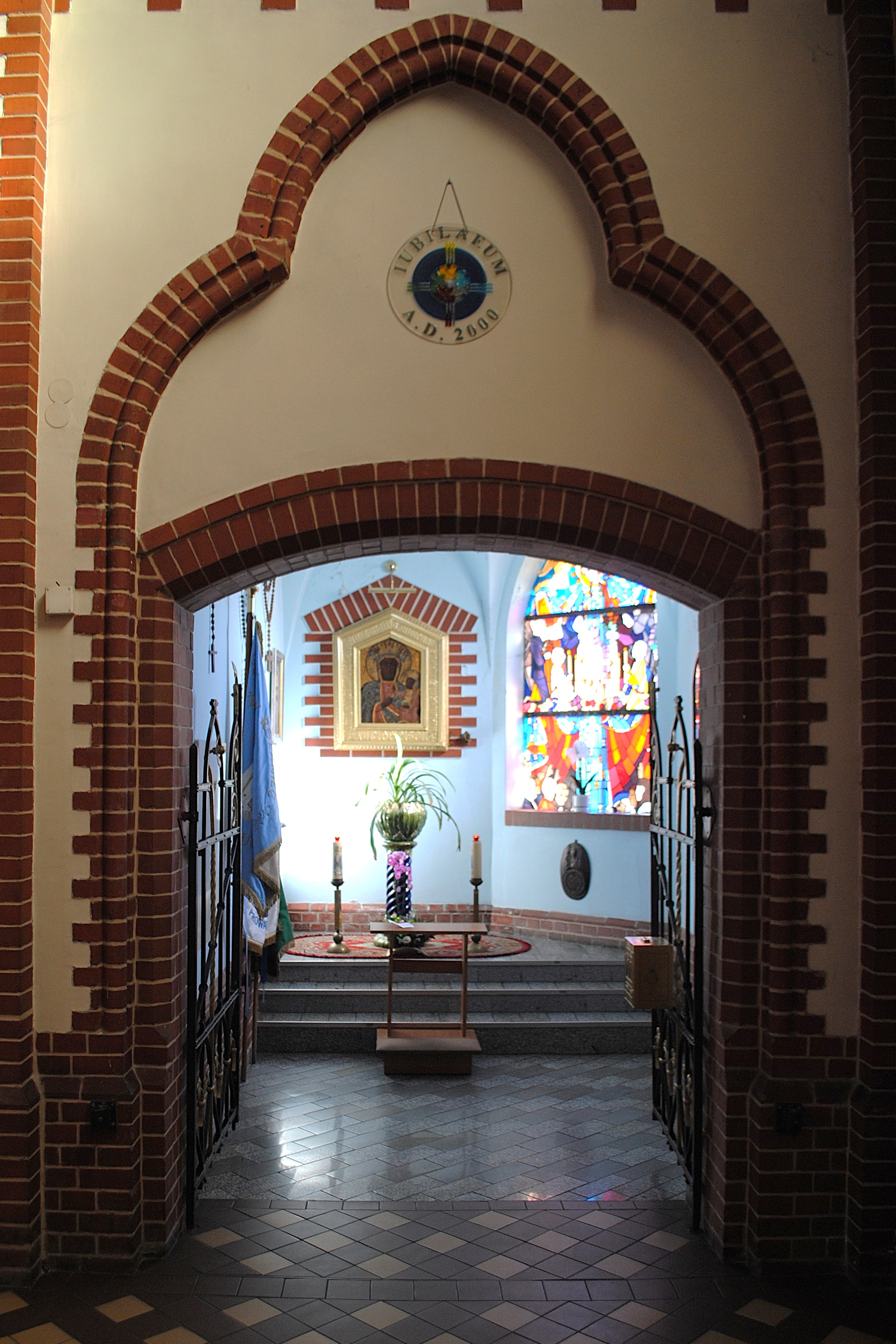
Kaplica Matki Bożej Częstochowskiej (2024)
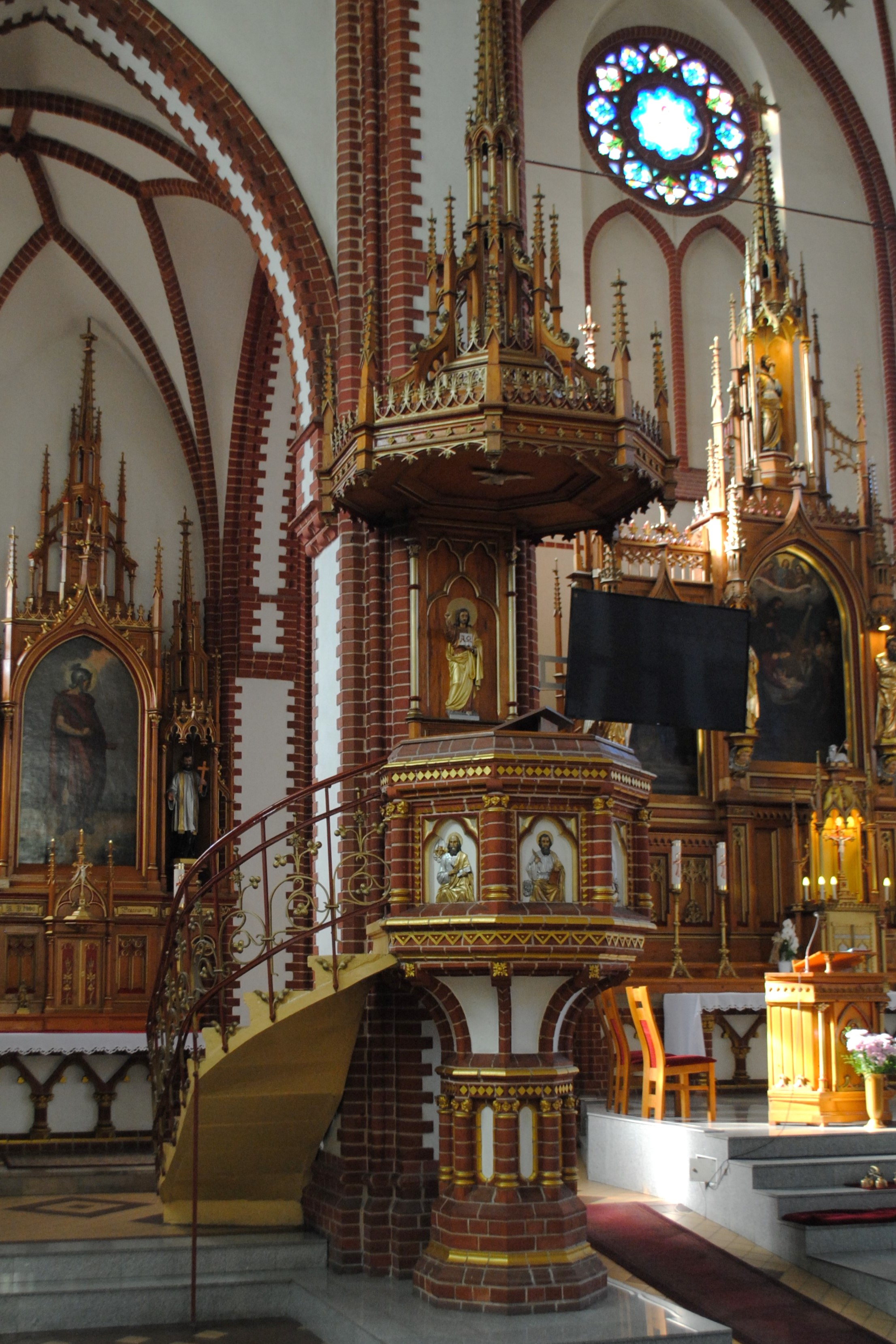
Ambona (2024)
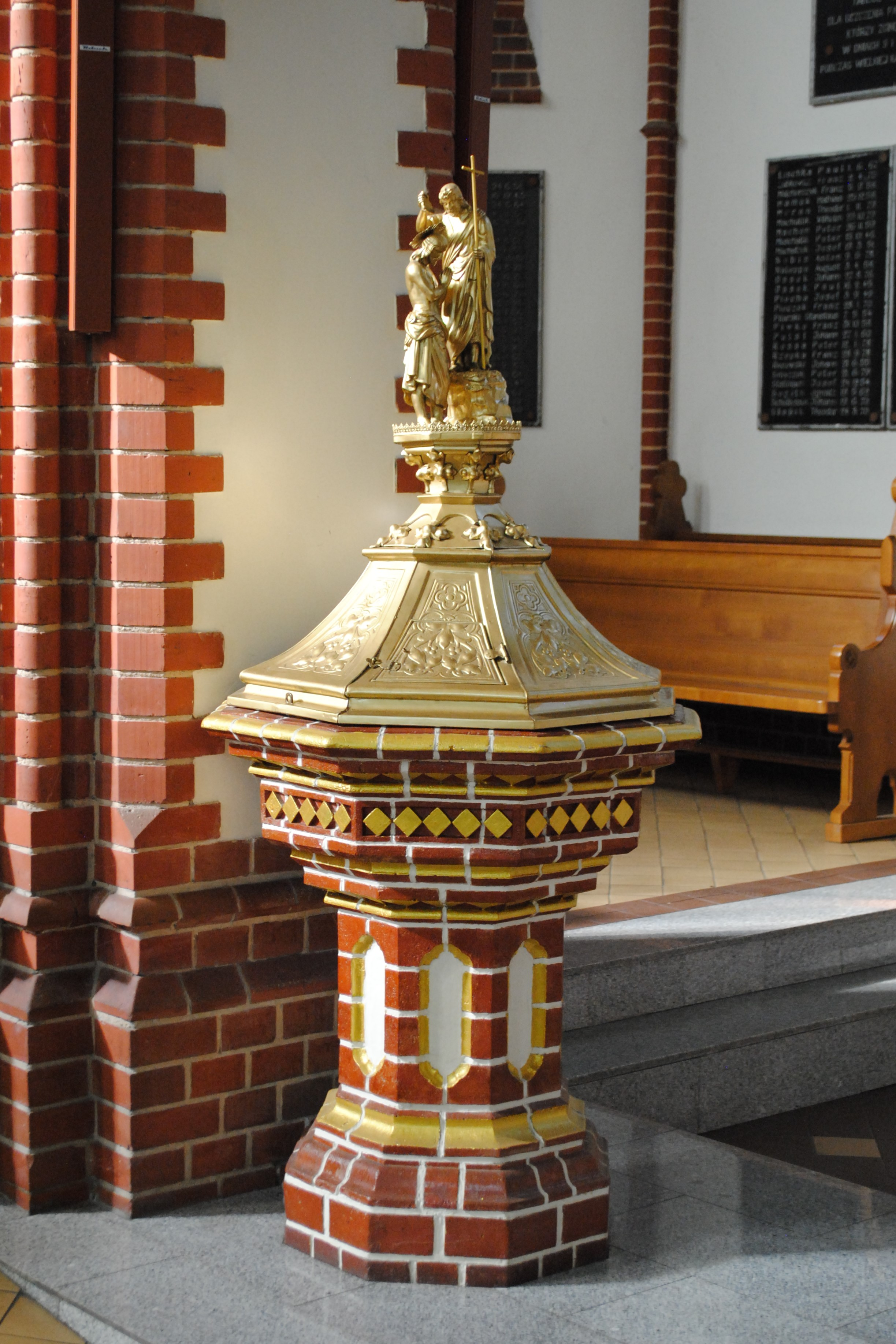
Chrzcielnica (2024)
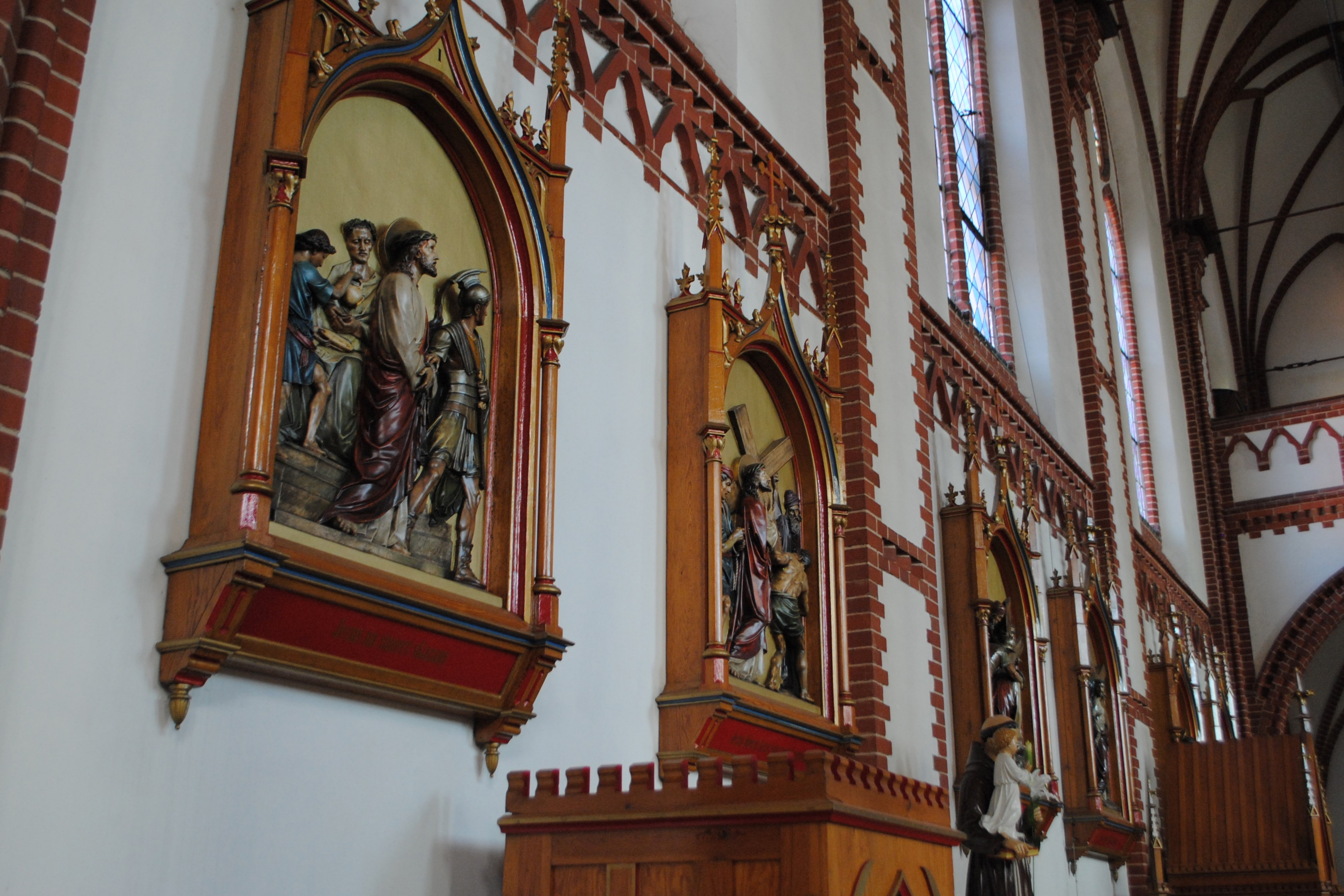
Stacje drogi krzyżowej w zachodniej nawie (2024)
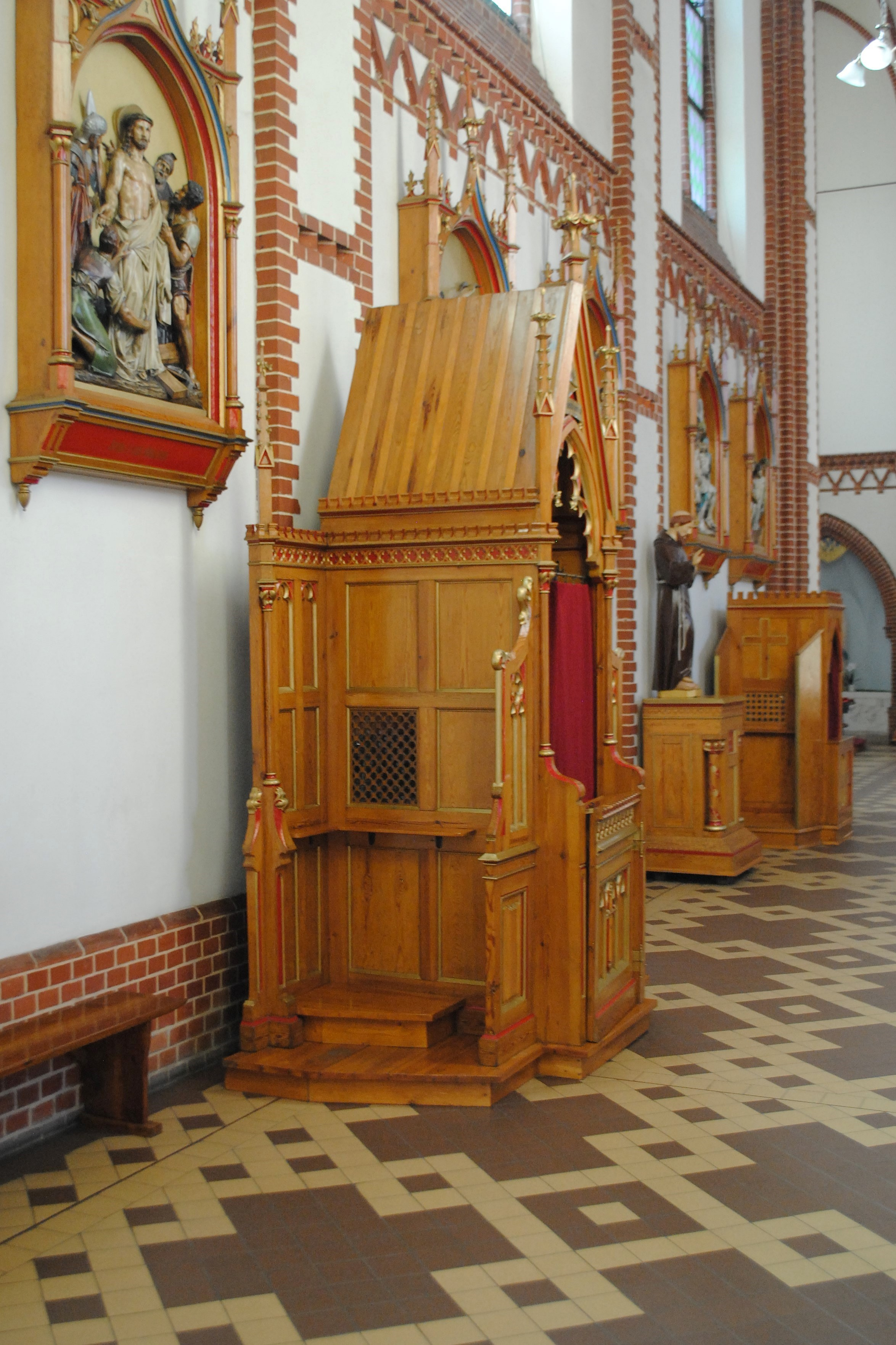
Konfesjonał (2024)